# Aeroplano

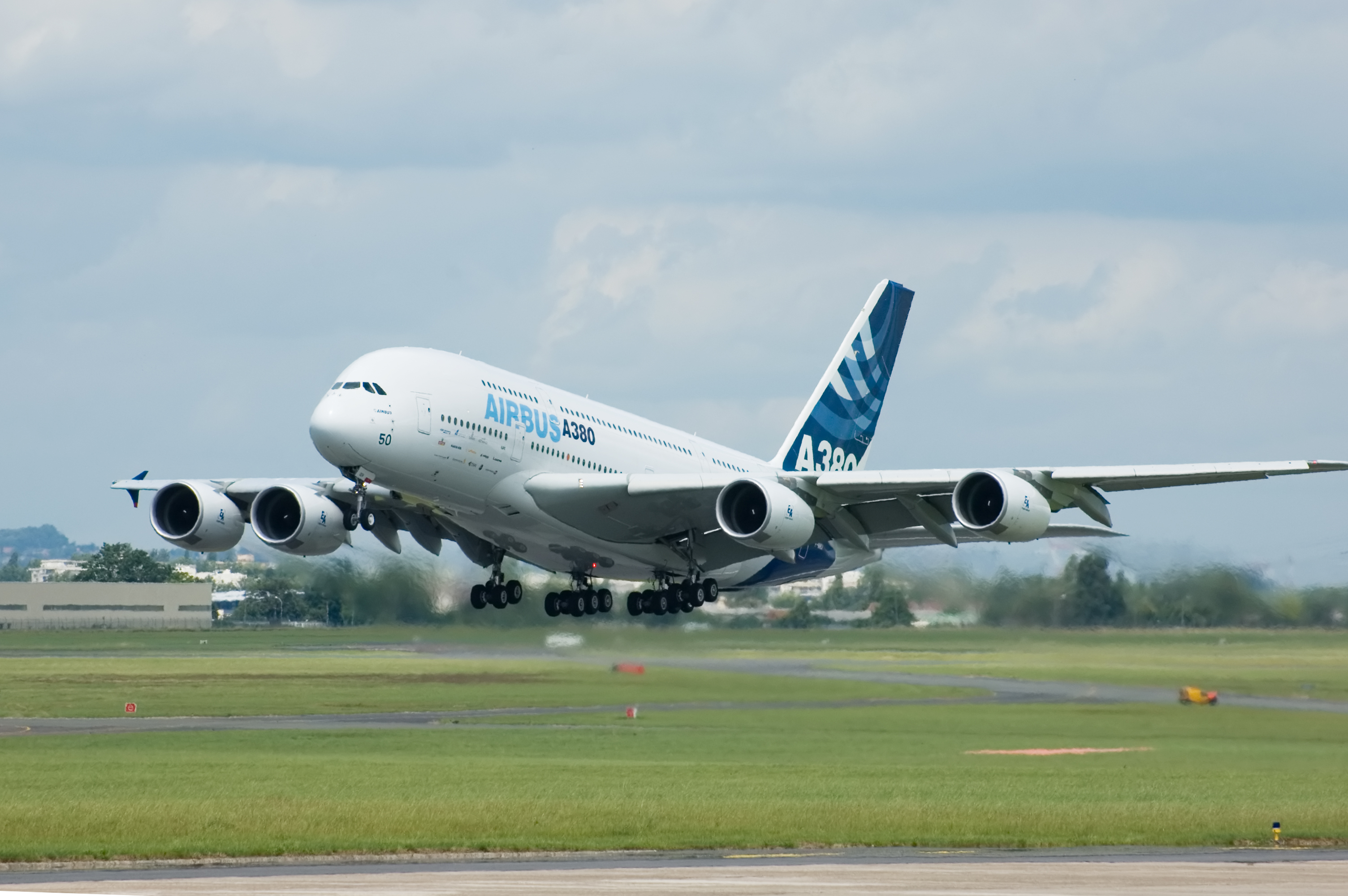
Un moderno Airbus A380 in fase di decollo

L'aeroplano è un aeromobile dotato, nella maggior parte dei casi, di un'unica ala rigida, piana e solitamente fissa. Sospinto da uno o più motori, è in grado di decollare e atterrare su piste rigide e volare nell'atmosfera terrestre sotto il controllo di uno o più piloti. Nonostante sia più pesante dell'aria, è in grado di volare grazie ai principi fisico-meccanici. Il termine risale alla seconda metà dell'Ottocento e ha origine nel francese aéroplane, composto dal greco antico ἀήρ (aèr, aria) e dal latino planus (piatto). Nella lingua italiana veniva denominato apparecchio aereo, da cui, per ellissi, deriva l'abbreviazione aereo.
È utilizzato, nelle sue svariate forme, dimensioni e configurazioni, come mezzo di trasporto di persone, di merci e come strumento militare.

## Storia

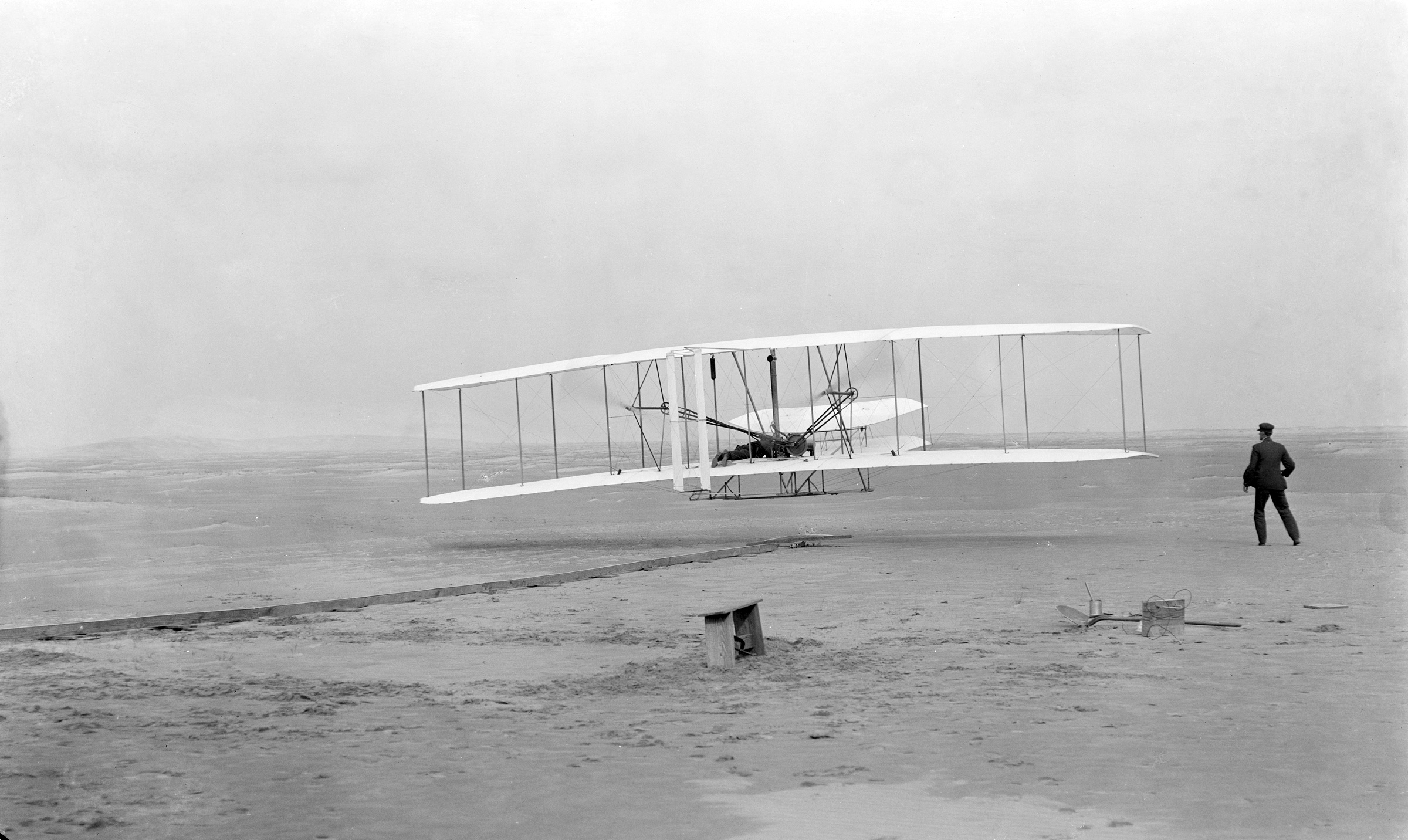
Il Flyer dei fratelli Wright

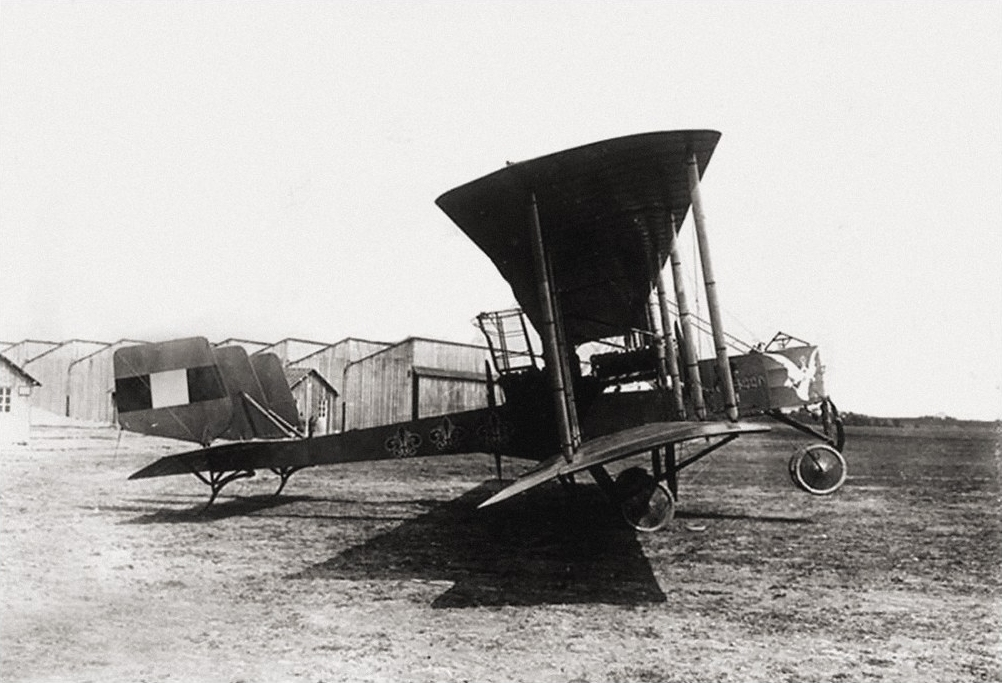
Un Caproni Ca.33 della francese Armée de l'air

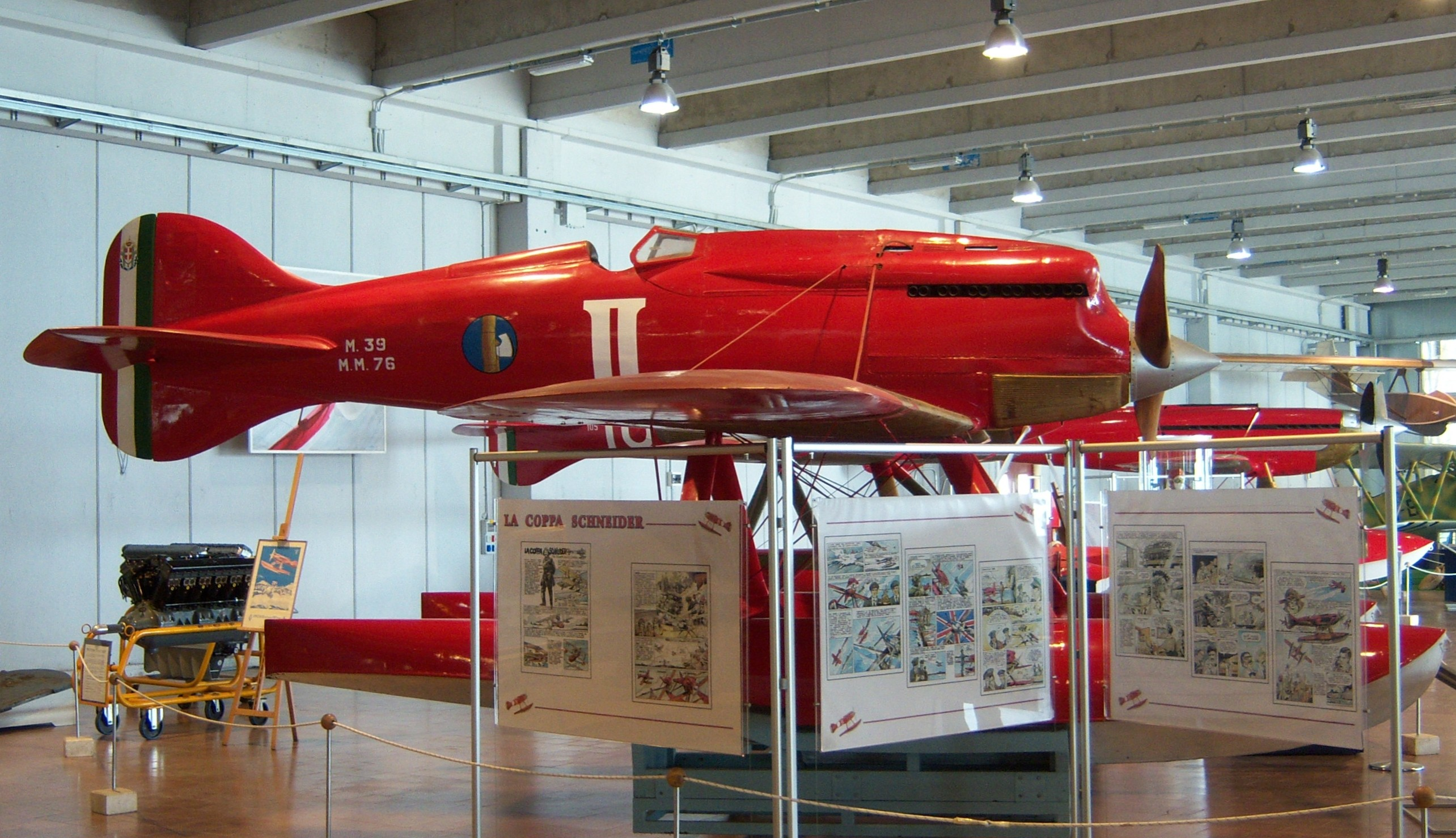
Idrovolante

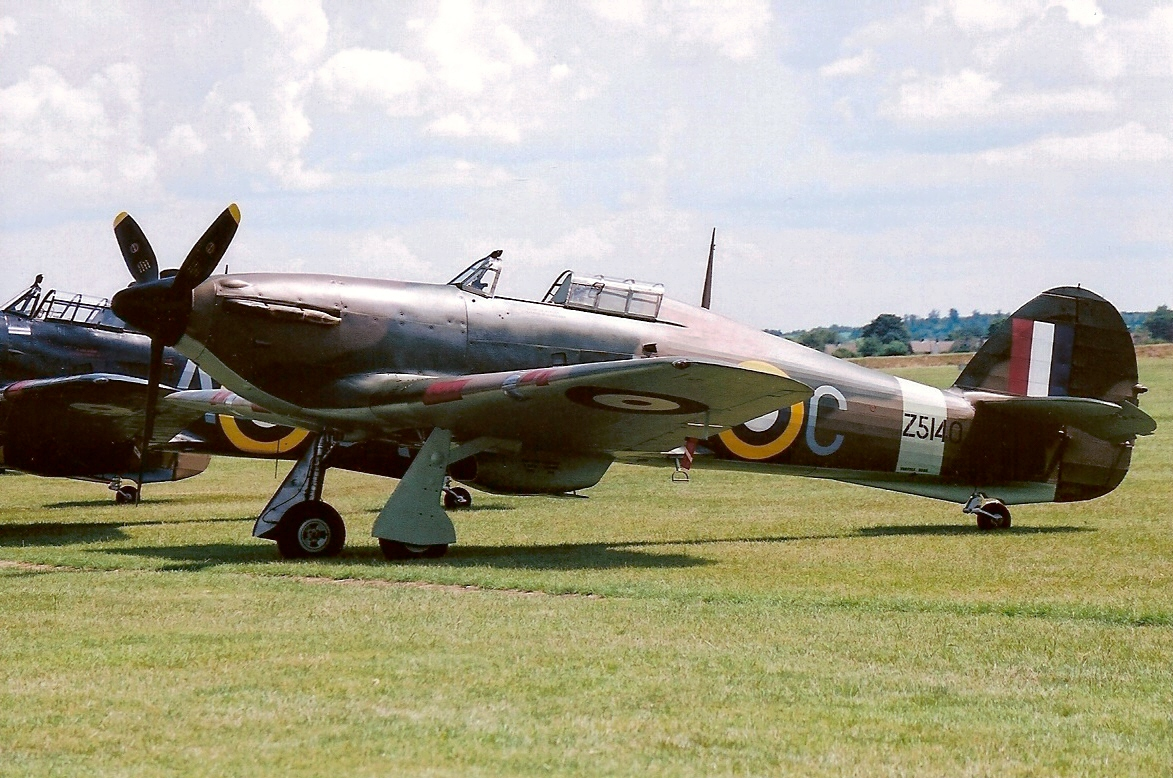
Hawker Hurricane

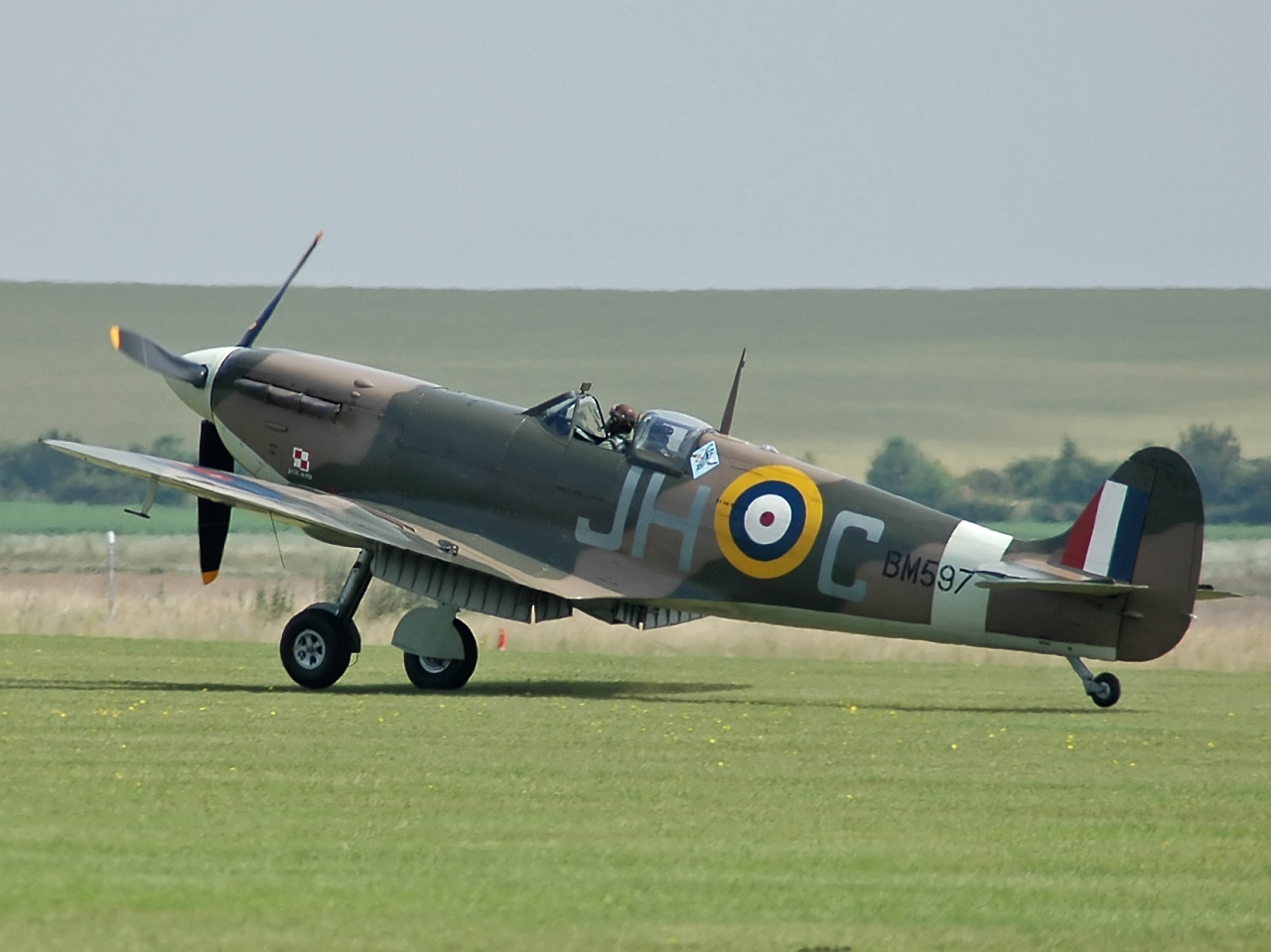
Spitfire

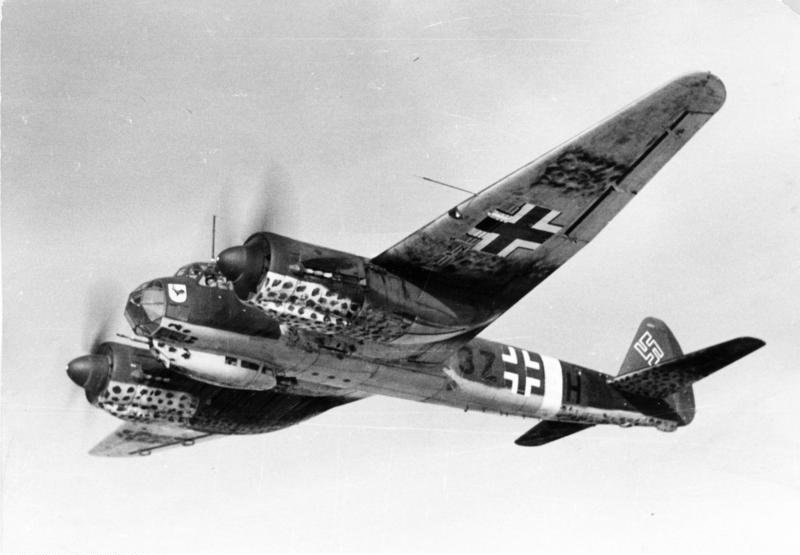
Ju 88

Il Flyer, il primo aeroplano propriamente detto, vide la luce nel 1903, quando i fratelli Wright riuscirono a far spiccare il volo ad una sorta di aliante dotato di un motore da 16 cavalli a Kill Devil Hill presso Kitty Hawk in Carolina del Nord, USA. Questo primo volo durò 12 secondi, coprendo una distanza di circa 130 piedi (circa 40 metri), fu poco più che un balzo che probabilmente non superò l'effetto suolo.
Alberto Santos-Dumont fu un ingegnere brasiliano (anche se non ha avuto una formazione accademica in questa area) e pioniere dell'aviazione. Progettista di dirigibili ed aeroplani, è talvolta considerato il padre di entrambe le macchine volanti, in quanto i suoi primi voli furono i primi a svolgersi su circuiti chiusi in presenza di ampio pubblico. In particolare, il volo del 14 bis del 12 novembre 1906, primo volo riconosciuto ufficialmente in Europa dall'Aèro-Club de France di un apparecchio più pesante dell'aria in grado di decollare autonomamente, a differenza dei primi Wright catapultati, è considerata la prima dimostrazione pubblica di un aeroplano. Proprio per il decollo autopropellente Santos Dumont è ritenuto da una parte della comunità scientifica e aeronautica, principalmente nel suo paese di origine, come il Padre dell'Aviazione. Il primo aereo italiano fu costruito da Aristide Faccioli nel 1908.
Inizialmente l'aereo fu considerato una semplice curiosità per appassionati, ma a poco a poco si iniziò a riconoscerne le capacità e nacquero i primi modelli capaci di prestazioni di volta in volta ritenute impossibili sino a poco tempo prima: sorvolare le Alpi, volare sopra il canale della Manica, o semplicemente, raggiungere altezze e velocità sempre più elevate. Per questa ragione l'inizio dello sviluppo della tecnologia aeronautica è legato ad eventi sportivi che miravano a segnare nuovi record. In questi primi anni gli aeroplani erano spinti da motori a pistoni collegati ad un'elica e la struttura era biplana, ovvero con due piani alari. L'avvio di uno sviluppo più scientifico avvenne in concomitanza con la prima guerra mondiale. Fino ad allora gli Stati si erano relativamente disinteressati alle potenzialità del nuovo mezzo ma la guerra innescò l'interesse di questi ultimi nel campo aeronautico.
Tra il 1914 e il 1918 nacquero moltissimi modelli di biplani destinati inizialmente a compiti di ricognizione, nei quali il nuovo mezzo eccelleva su tutti i precedenti. In seguito i piloti iniziarono a lanciare delle bombe a mano sul nemico in quello che può essere definito l'antenato del bombardamento tattico. La risposta fu di dotare gli aerei di mitragliatrici, così da poter abbattere i velivoli nemici impegnati nelle ricognizioni o nei bombardamenti: questo diede vita agli aerei da caccia.
Alla fine della prima guerra mondiale, l'aeroplano uscì notevolmente migliorato, nonostante mantenesse la doppia ala e generalmente l'intera struttura non fosse particolarmente cambiata a prima vista. Erano stati sviluppati motori decisamente più potenti che permettevano prestazioni inavvicinabili per i modelli precedenti al conflitto e inoltre erano stati aggiunti innumerevoli accorgimenti che permettevano una navigazione più accurata.
Dagli anni venti si iniziò a guardare al velivolo come un mezzo di trasporto: nacquero le prime compagnie aeree, che richiedevano alle nascenti industrie aeronautiche modelli da trasporto con dimensioni, raggio d'azione e velocità adeguate alle nuove esigenze. Rispetto all'iniziale ricerca sportiva e poi militare, non c'era più bisogno di aumentare specifiche come la maneggevolezza mentre erano posti in risalto i problemi delle dimensioni, che dovevano risultare sufficienti al trasporto di un certo numero di passeggeri, e l'aumento dell'autonomia.
In questi anni l'idrovolante sembrò prendere il sopravvento sull'aereo con le ruote: il primo aveva maggior flessibilità d'impiego dal momento che non necessitava di piste preparate (per quanto allora gli aerei partissero da campi di terra battuta, relativamente semplici da realizzare). Inoltre l'idrovolante presentava l'indubbio vantaggio logistico di utilizzare la maggior parte delle infrastrutture portuali già esistenti.
La pacifica (e a dire il vero rallentata) evoluzione dell'aeroplano subì una nuova accelerazione con i nuovi venti di guerra che spiravano sul mondo alla metà degli anni trenta. Rapidamente i velivoli biplani vennero resi obsoleti dai monoplani, che fin dai primi voli dimostrarono di poter abbattere delle barriere che si erano dimostrate insuperabili per i biplani: la velocità passò rapidamente da poco più di 120 km/h a più di 500 km/h con evidenti possibilità di migliorare, e lo stesso accadde per l'altitudine raggiungibile, l'autonomia massima, la maneggevolezza e l'accelerazione.
Allo scoppio della seconda guerra mondiale ciascuna delle potenze era dotata di una moderna aeronautica da caccia e da bombardamento; generalmente l'Arma aerea era ormai costituita in entità indipendente sia dall'Esercito che dalla Marina, configurando la tipica divisione in tre corpi d'arma: Esercito, Marina, Aeronautica. Durante la seconda guerra mondiale divenne evidente la necessità della componente aerea per vincere un moderno conflitto nelle operazioni marine e terrestri.

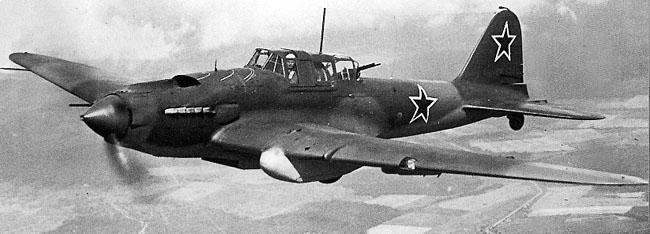
Ilyushin Il-2 Šturmovik

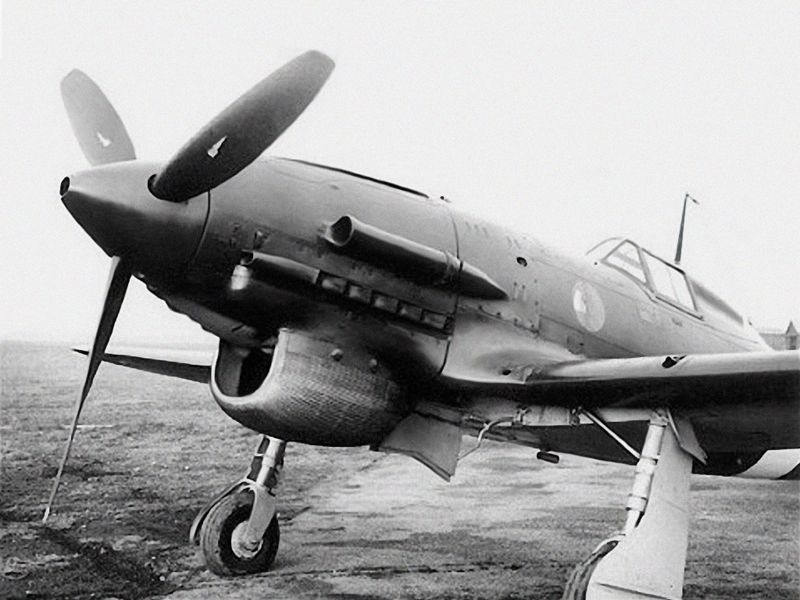
Prototipo di un Macchi M.C. 202D, MM 7768 (serie III), con radiatore modificato

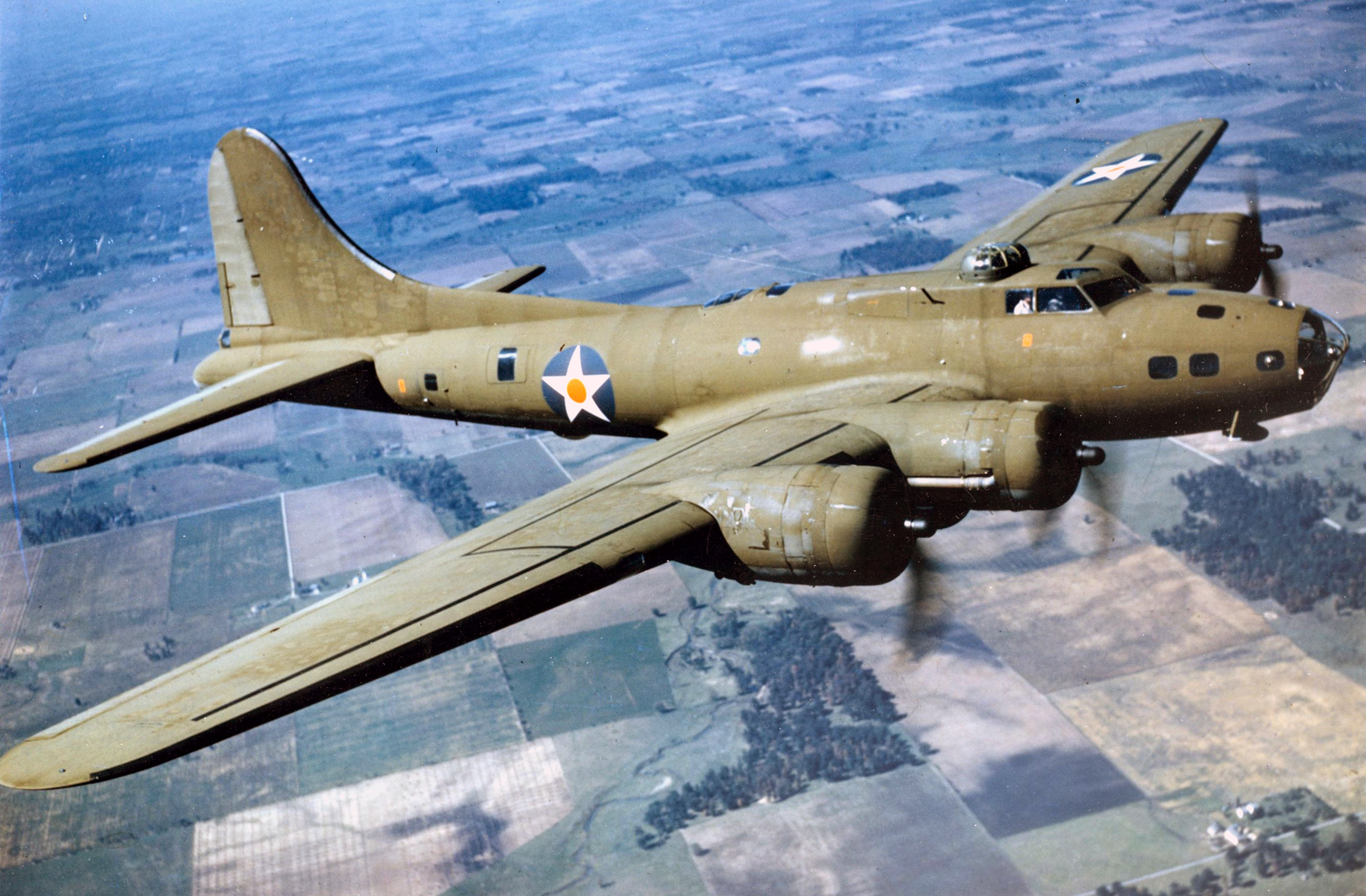
B-17

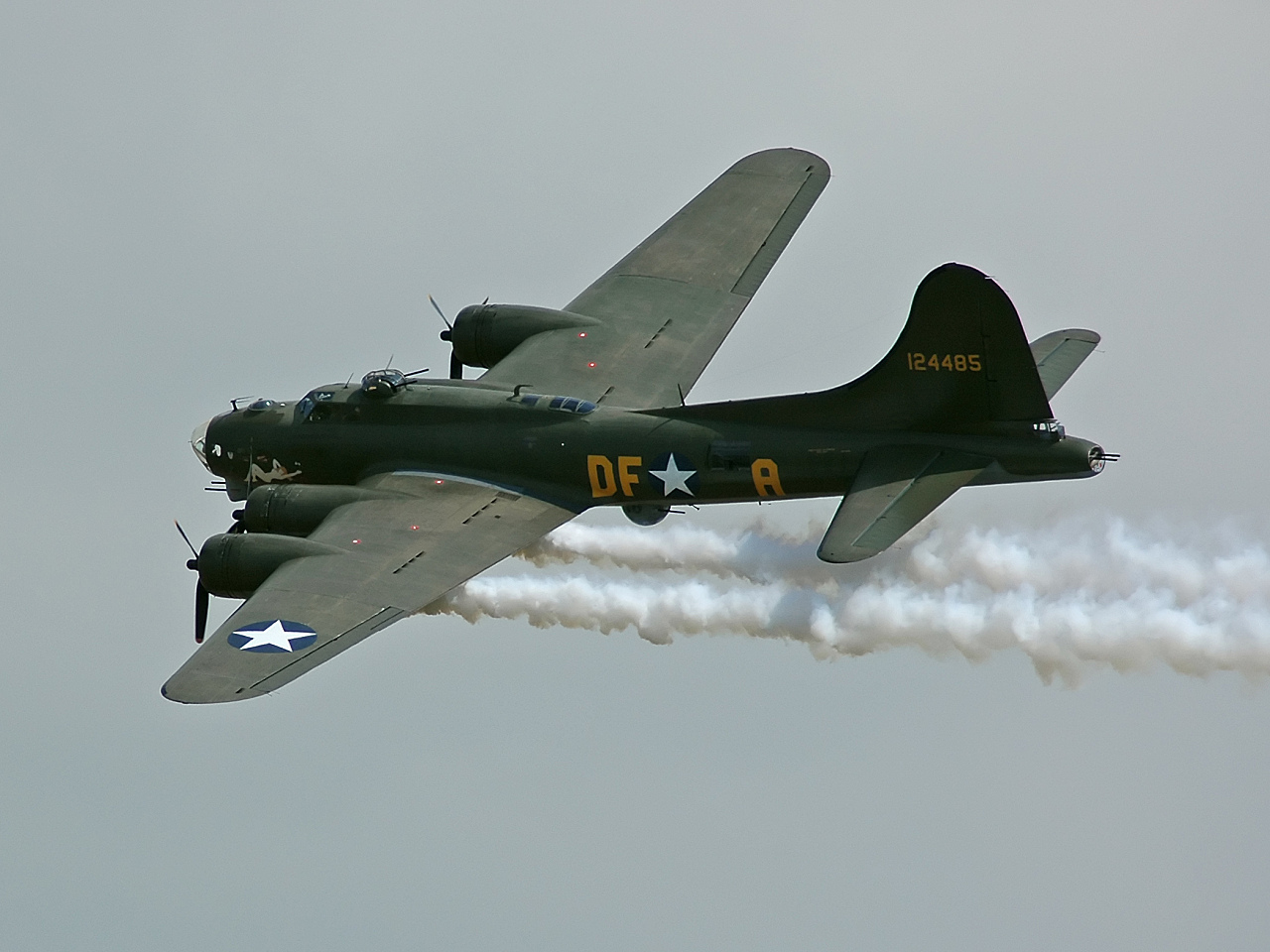
Un Boeing B-17 Flying Fortress

L'attacco contro bersagli terrestri si divise in strategico e tattico. I bombardamenti strategici furono una costante della guerra: gli attacchi aerei tedeschi su Londra che finirono con la vittoria britannica della battaglia d'Inghilterra (la prima battaglia combattuta solo da aerei e contraerea, vittoria ottenuta mediante l'utilizzo di aerei quali l'Hurricane e lo Spitfire) furono seguiti da quelli condotti da formazioni di bombardieri alleati su Germania e Giappone (che culminarono con lo sgancio della bomba atomica su Hiroshima e Nagasaki) e furono determinanti nello spezzare la resistenza dei Paesi dell'Asse danneggiandone irrimediabilmente la capacità produttiva.
In questo ruolo si distinsero i grossi bombardieri a eliche come il He 111, Ju 88, Do 17 per la Germania, mentre gli Alleati costruirono anche bombardieri più grossi con 4 motori e con capacità di carico maggiori: i più famosi sono i B-17, B-24, B29 statunitensi, i Lancaster britannici che bombardarono incessantemente le città dell'Asse fino alla capitolazione.
Anche le truppe di terra iniziarono presto a temere l'aeronautica nemica: nel ruolo di bombardiere tattico venivano usati i cacciabombardieri che davano supporto all'avanzata del proprio esercito mitragliando e lanciando bombe e razzi sulle postazioni e colonne nemiche, per alleggerire le difese prima dello scontro terrestre. In questo ruolo si distinsero i P-47 statunitensi, i Typhoon britannici, gli Ju 87 Stuka tedeschi e gli Il-2 Šturmovik sovietici (l'aereo costruito in più esemplari nella storia). Questi ultimi due erano anche gli unici aerei specificamente concepiti per l'attacco al suolo, mentre gli altri erano caccia impiegati in tale ruolo, avendo la capacità di effettuare mitragliamenti a bassa quota sul nemico o sganciare bombe.
In mare diventava chiaro che l'epoca delle grandi corazzate dotate di cannoni formidabili era finita a favore della portaerei: i cacciabombardieri e gli aerosiluranti imbarcati decollati dalle portaerei costringevano le enormi corazzate ad un'umiliante navigazione passiva sotto l'incessante bombardamento dei piccoli e maneggevoli aerei, potendo opporre solo un insufficiente fuoco di contraerea, mentre la portaerei che aveva lanciato gli aerei poteva trovarsi anche a qualche centinaia di chilometri al di fuori del raggio dei cannoni della corazzata. Nel ruolo di pattugliamento delle coste e scorta ai convogli navali, gli idrovolanti dotati di siluri affiancavano spesso le corvette e fregate.
Durante la guerra inoltre ci furono anche battaglie solamente aeree, in cui i caccia si scontravano con i velivoli dei loro avversari in diverse situazioni: intercettamento, caccia libera, pattuglia di combattimento aereo o a seguito di un ordine di "scramble". I caccia si dividevano in leggeri caccia monomotori e monoposto e caccia pesanti, bimotori e bi/tri-posto.
Il primo era più agile e leggero, di impiego per lo più diurno, mentre il secondo era più pesante e impacciato nel volo, di norma avrebbe avuto la peggio contro un monoposto-monomotore, ma era armato di cannoni di calibro maggiore e più tardi nella guerra, grazie alle sue dimensioni, era capace di trasportare un radar autonomamente dalle postazioni terrestri che lo rendevano ideale nel ruolo di intercettore e caccia notturno.
In questi anni nacque anche il radar, invenzione britannica, ma velocemente esportato negli Stati Uniti e adottato anche in Germania. Era l'unico modo per prevedere con un certo anticipo un attacco aereo nemico e permettere ai propri caccia di decollare in tempo. Dapprima solo in postazioni terrestri, poi anche montato su aerei. Gli armamenti impiegati erano mitragliatrici, cannoni di piccolo calibro, bombe a caduta libera e con l'avanzare della guerra anche razzi non guidati aria-terra o aria-aria per spezzare le formazioni di bombardieri nemici.
A fianco dell'Aeronautica si svilupparono anche accorgimenti a terra per limitare i danni degli attacchi aerei o per poter reagire autonomamente dalla propria aeronautica da caccia: nacquero i rifugi antiaerei, i bunker, i cannoni antiaerei di medio calibro (in tedesco detti FlaK, per Flugabwehrkanone) che sparavano granate tipicamente da 88 mm che esplodevano ad una quota preprogrammata e i piccoli cannoni e mitragliatrici a tiro rapido per difesa ravvicinata, che a volte erano montati su veicoli semicingolati per poter assicurare alle forze meccanizzate un minimo di difesa antiaerea.
Ma alla fine della guerra, all'apice dello sviluppo degli aerei ad elica, una nuova invenzione sviluppata in quegli anni da tedeschi e britannici stava per rivoluzionare completamente l'aeroplano per la seconda volta dopo il passaggio alla produzione di monoplani: era il motore a getto. A questo punto, arrivati sul finire della seconda guerra mondiale, è necessario dividere l'evoluzione delle tecnologie aeronautiche in militare e civile.

## Caratteristiche

Fusoliera

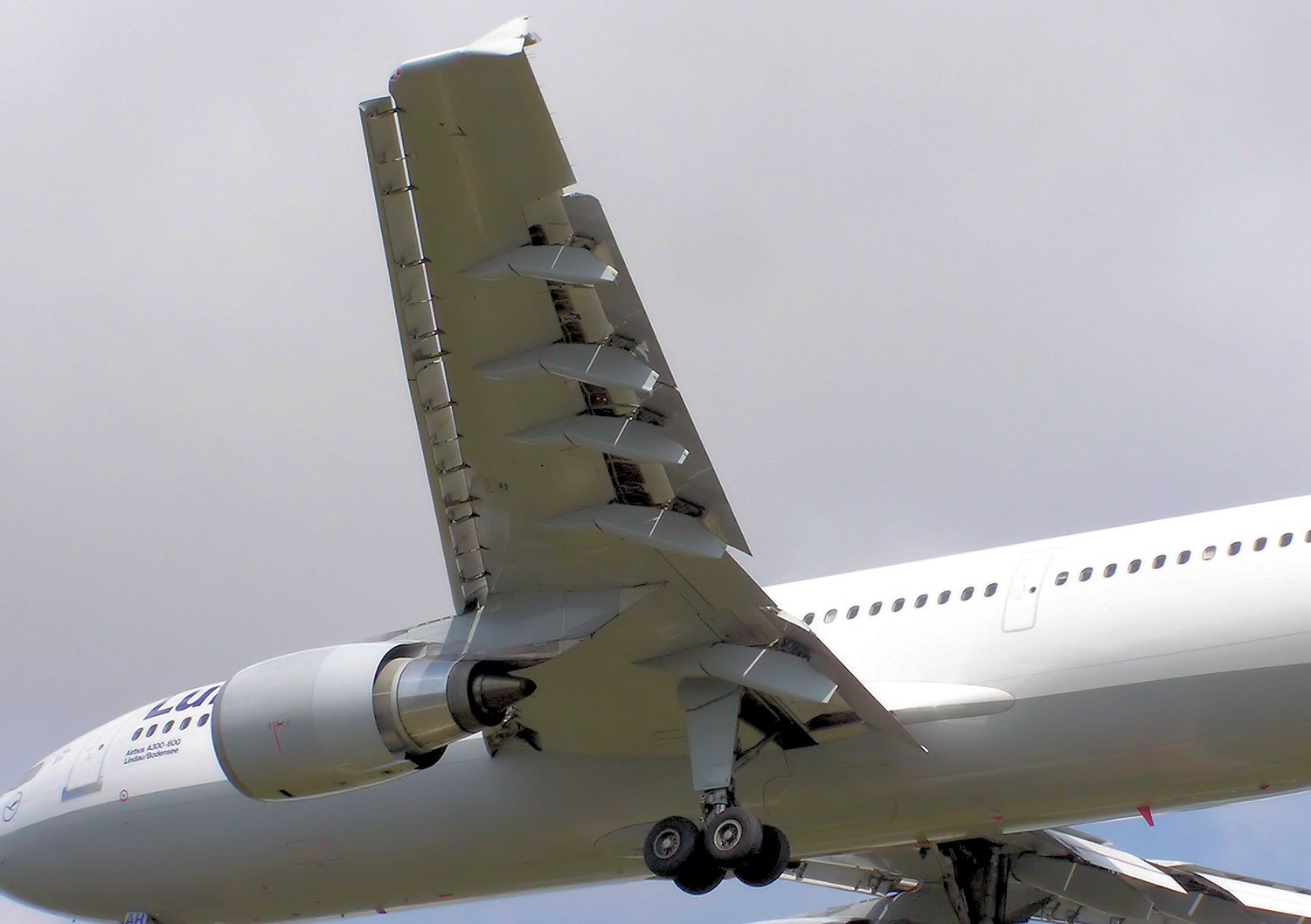
Ala

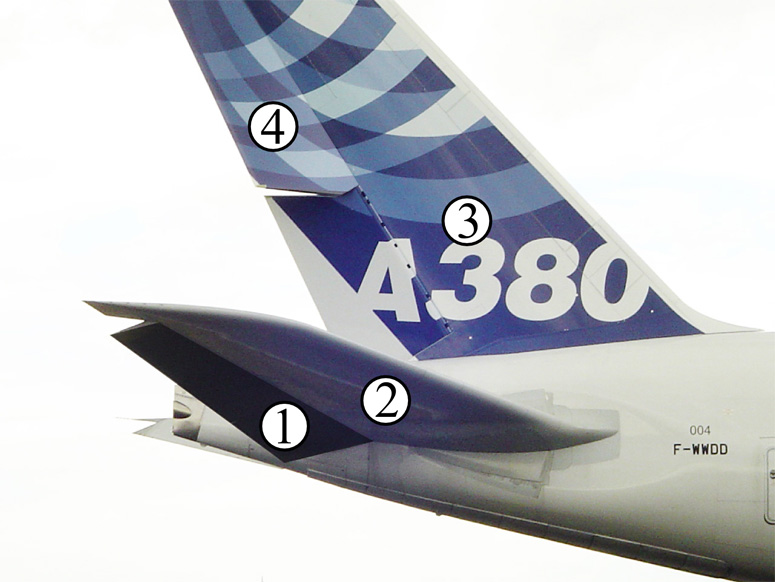
Impennaggio

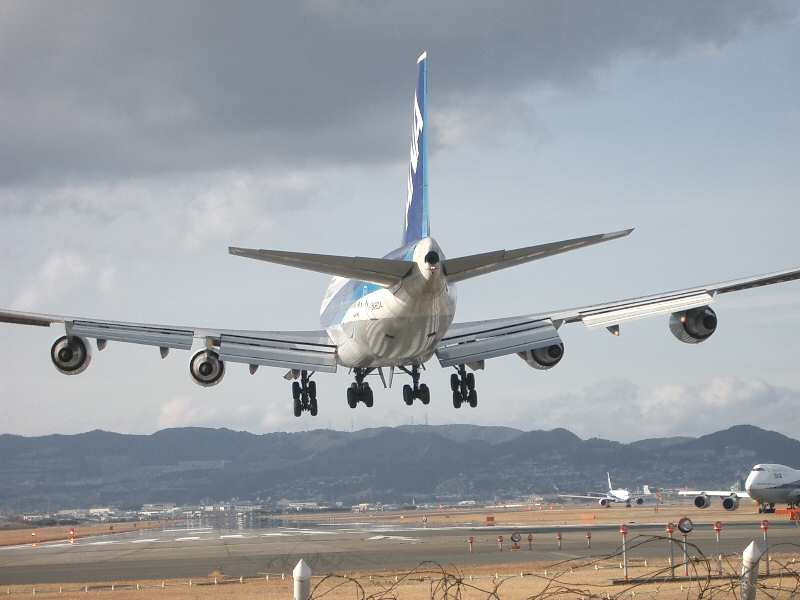
Flaps

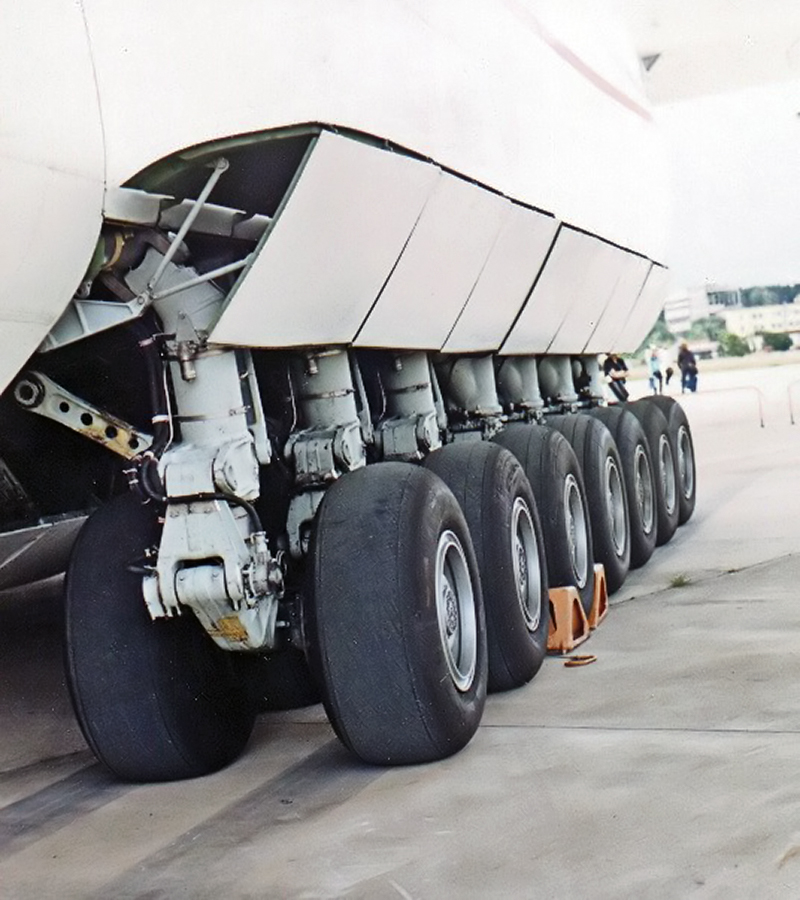
Carrello d'atterraggio

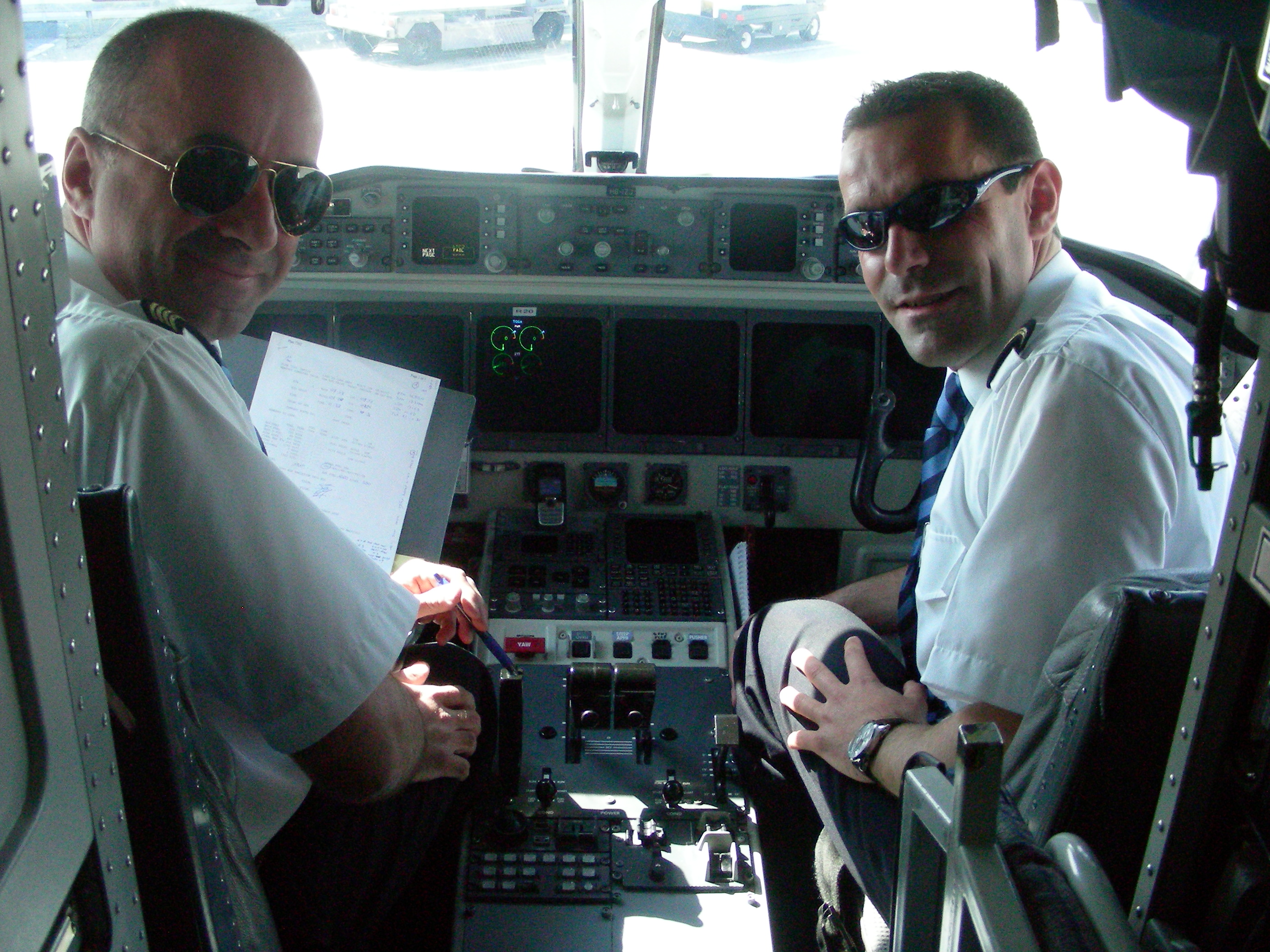
Cabina di pilotaggio

### Componenti[5][6]
Le componenti principali sono: 
- Fusoliera
- Ala
- Impennaggio
- Flaps
- Carrello d'atterraggio
- Cabina di pilotaggio
- Piano orizzontale
- Alettoni
- Timone

### Funzionamento
In base alla classificazione scientifica, gli aeroplani sono dei velivoli, insieme agli idrovolanti e agli anfibi. In quanto tali, sono in grado di volare utilizzando una forza aerodinamica (detta portanza), generata grazie al moto relativo dell'aria lungo una superficie fissa (chiamata ala). Differiscono dagli alianti, in quanto dotati di uno o più motori e per questo motivo rientrano nella più grande categoria delle aerodine a motore, a cui appartengono anche gli elicotteri e altri aeromobili, che però non hanno ali fisse.
Gli aerei sono divisi in due categorie, militari e civili. Quelli militari a loro volta si dividono in aerei da caccia, bombardieri, aerei da attacco al suolo, aerei da addestramento, aerei da ricognizione, aerei da trasporto. Quelli civili si dividono in aerei di linea, aerei per trasporto merci (detti anche cargo), jet executive e aerei da turismo (che nella pratica si può dire che sostanzialmente ormai comprendono anche la categoria degli ultraleggeri). In generale poi si hanno aerei acrobatici che di solito sono aerei da caccia, da addestramento o da turismo, a volte modificati per adattarli alle particolari sollecitazioni del volo acrobatico.
Altra suddivisione è tra aerei "treassi", nei quali il pilota ha il controllo dell'asse di imbardata, asse di beccheggio e asse di rollio, e aerei "pendolari", nei quali l'imbardata è assente.

### Forze che agiscono sull'aereo[8][9][10]
Le quattro forze che agiscono sull'aereo sono:
- Portanza: è la forza che agisce sulle ali dell'aereo che permette di sostenerlo in aria.
- Peso: è la forza che mantiene il mezzo nell'atmosfera terrestre.
- Resistenza aerodinamica: varia rispetto all'aerodinamica dell'aereo, la resistenza permette all'aereo di fermarsi o di rallentare, senza la resistenza l'aereo una volta acquisita velocità, non potrebbe più fermarsi.
- Spinta: è la forza che molto spesso è provocata dal motore dell'aereo, senza la spinta l'aereo non potrebbe avanzare e in conseguenza non può acquisire portanza.

## L'aereo militare nel periodo postbellico
Gli aerei militari possono essere sia di combattimento o di non-combattimento.
- Gli aerei da combattimento sono aerei designati per distruggere strutture/equipaggiamenti/velivoli nemici usando il proprio armamento. Gli aerei da combattimento si dividono principalmente in:
  - aereo da caccia per combattimento aereo
  - bombardiere per bombardamento strategico
  - cacciabombardiere per bombardamento tattico
  - aereo da attacco al suolo per supporto aereo ravvicinato
- Gli aerei da non-combattimento sono quegli aerei non designati per il combattimento come loro funzione primaria; possono trasportare armamenti e armi per auto-difesa e sono principalmente utilizzati in ruoli di supporto. Si suddividono in:
  - aereo da ricognizione
  - aerocisterna
  - aereo da trasporto
  - aereo da addestramento

I caccia

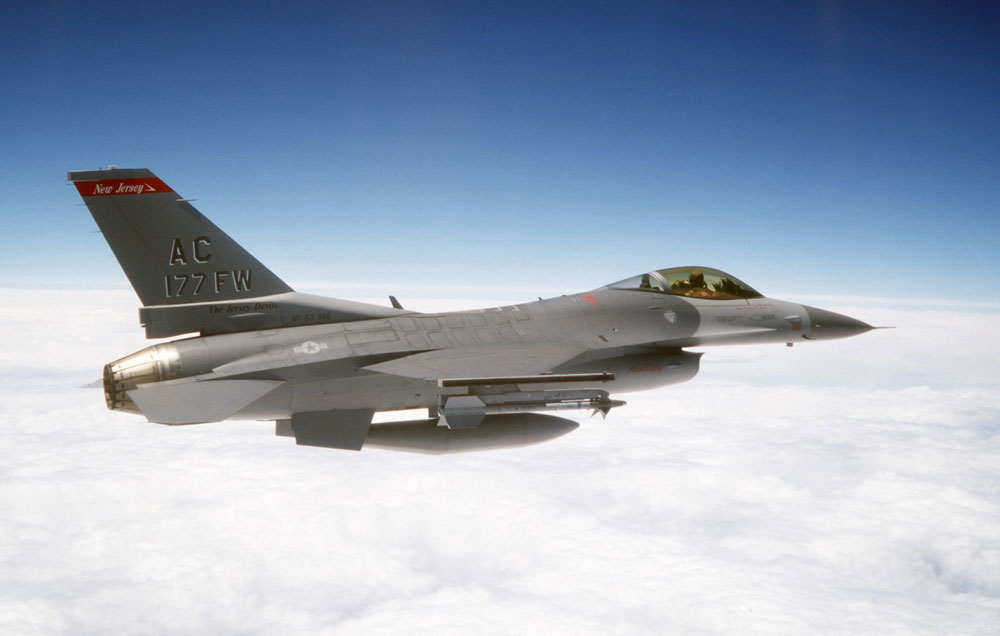
Un caccia F-16 Fighting Falcon

Negli ultimi mesi della seconda guerra mondiale apparvero i primi modelli di aerei a reazione: avevano lo schema degli aerei a eliche con le ali perpendicolari alla fusoliera e i motori a getto affogati nelle due semiali. Per la Germania, prima ad ideare il motore a getto, venne messo in servizio il Messerschmitt Me 262, mentre la Gran Bretagna rispose subito con il Gloster Meteor. Entrambi i velivoli si dimostrarono subito nettamente superiori per velocità, capacità di carico e accelerazione di tutti i loro precursori a eliche, ma i numeri ridotti di produzione ne limitarono l'impiego bellico. Ma ormai la strada era segnata.
Subito dopo la fine della guerra era chiaro che tutti i modelli che l'avevano combattuta erano ormai obsoleti: come al tempo del passaggio dal biplano al monoplano, così gli aerei a reazione erano capaci di prestazioni che per gli aerei a eliche erano semplicemente impossibili.
I bombardieri

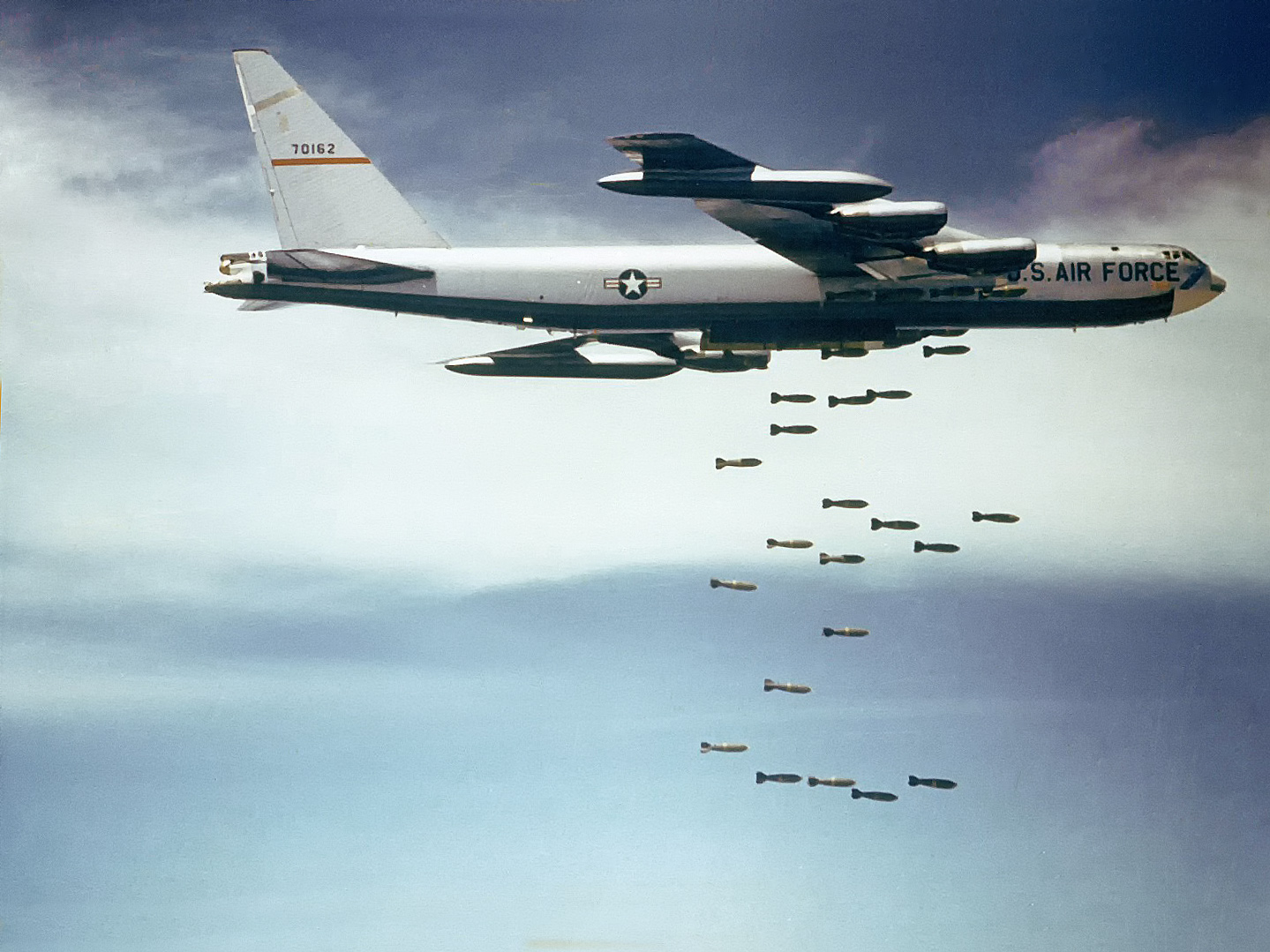
Il bombardiere strategico, il Boeing B-52 Stratofortress

La seconda guerra mondiale venne chiusa con le due bombe atomiche sganciate sul Giappone, rendendo chiaro a tutte le potenze quanto fosse importante possedere armamenti atomici. Avere la bomba atomica però non era sufficiente: servivano anche i vettori adeguati a trasportarla su bersagli lontani migliaia di chilometri dalla madrepatria; la soluzione al trasporto della potenza nucleare di un Paese alla fine degli anni quaranta e inizio anni cinquanta era il bombardiere strategico.
I bombardieri ad elica della seconda guerra mondiale divennero ancor più velocemente obsoleti dei caccia ad elica. Già dal 1946 vennero ritirati gran parte dei modelli di bombardieri che avevano martellato le città dell'Asse. Solo il B-29 statunitense (che effettuò il bombardamento di Hiroshima e Nagasaki) sembrava appropriato a trasportare tali armamenti: servivano infatti alte quote operative, alte velocità ed un carico bellico il più possibile elevato. Sin dai primi anni cinquanta vennero sperimentati e poi introdotti i primi bombardieri strategici con motori a reazione, che in breve avrebbero equipaggiato tutte le flotte da bombardamento.

## L'aereo civile e il trasporto nel periodo postbellico

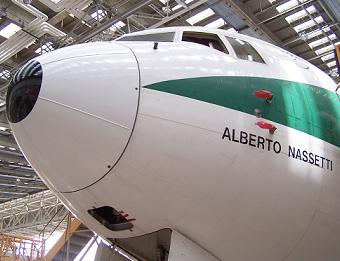
Boeing 767 intitolato al pilota Alitalia Alberto Nassetti

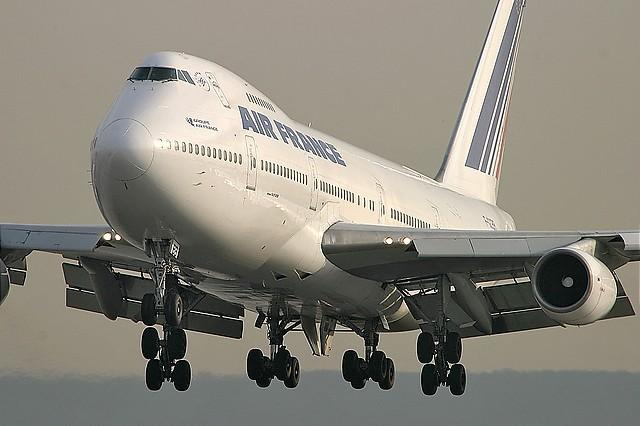
Un Boeing 747-200 dell'Air France

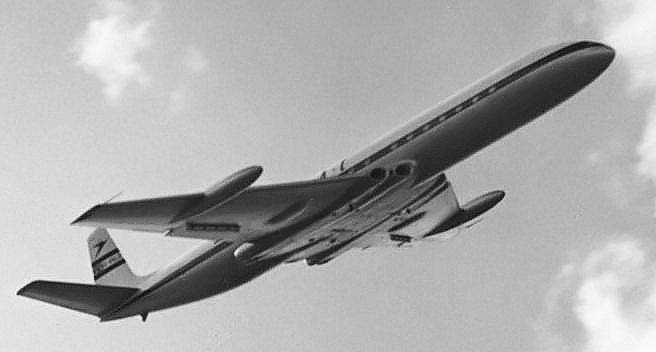
de Havilland DH.106 Comet

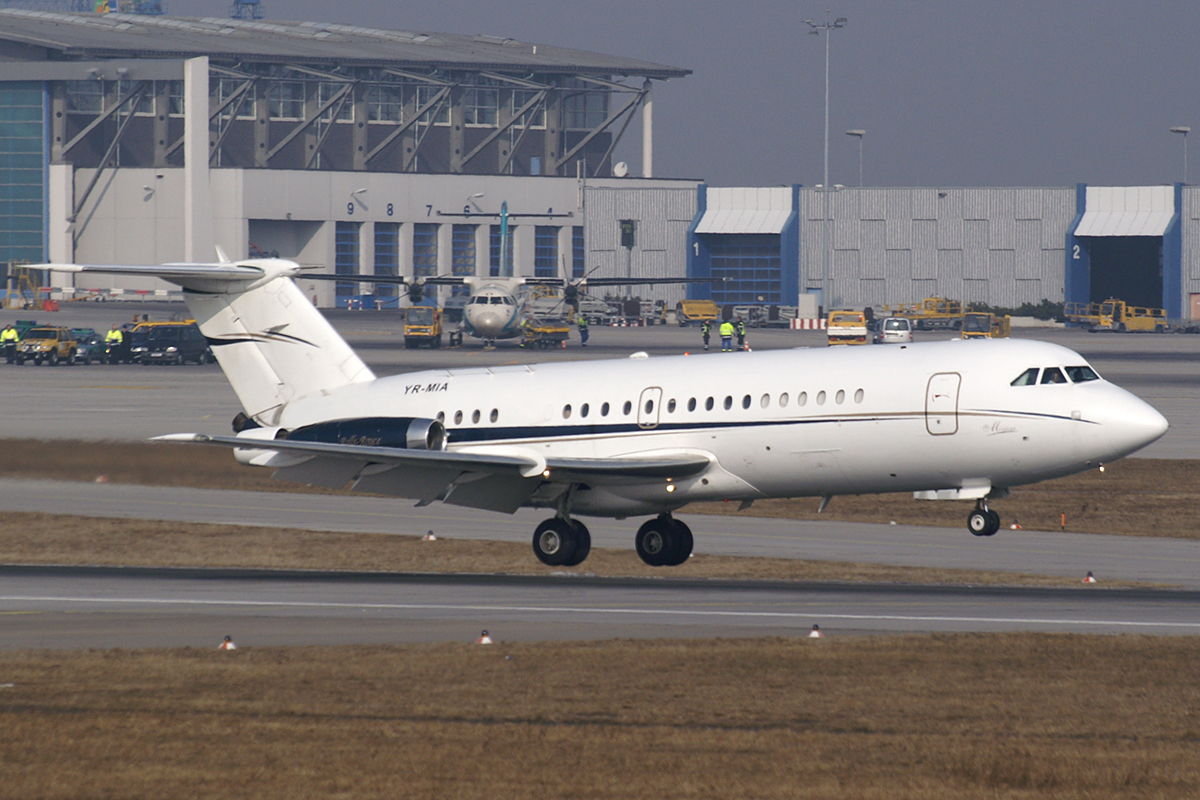

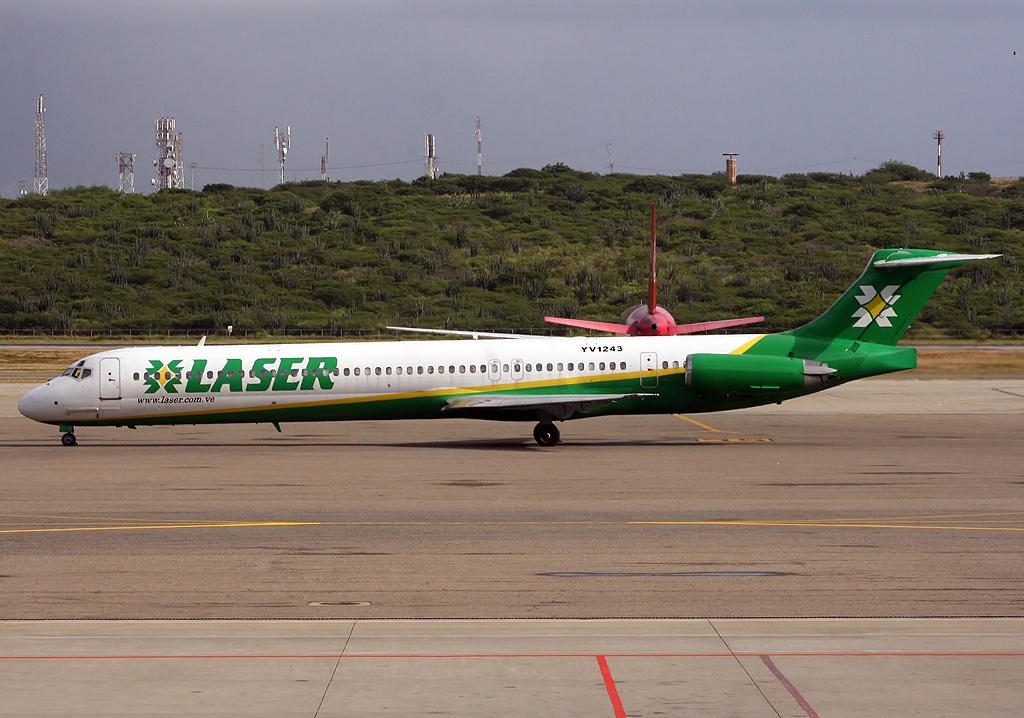
McDonnell Douglas MD-80

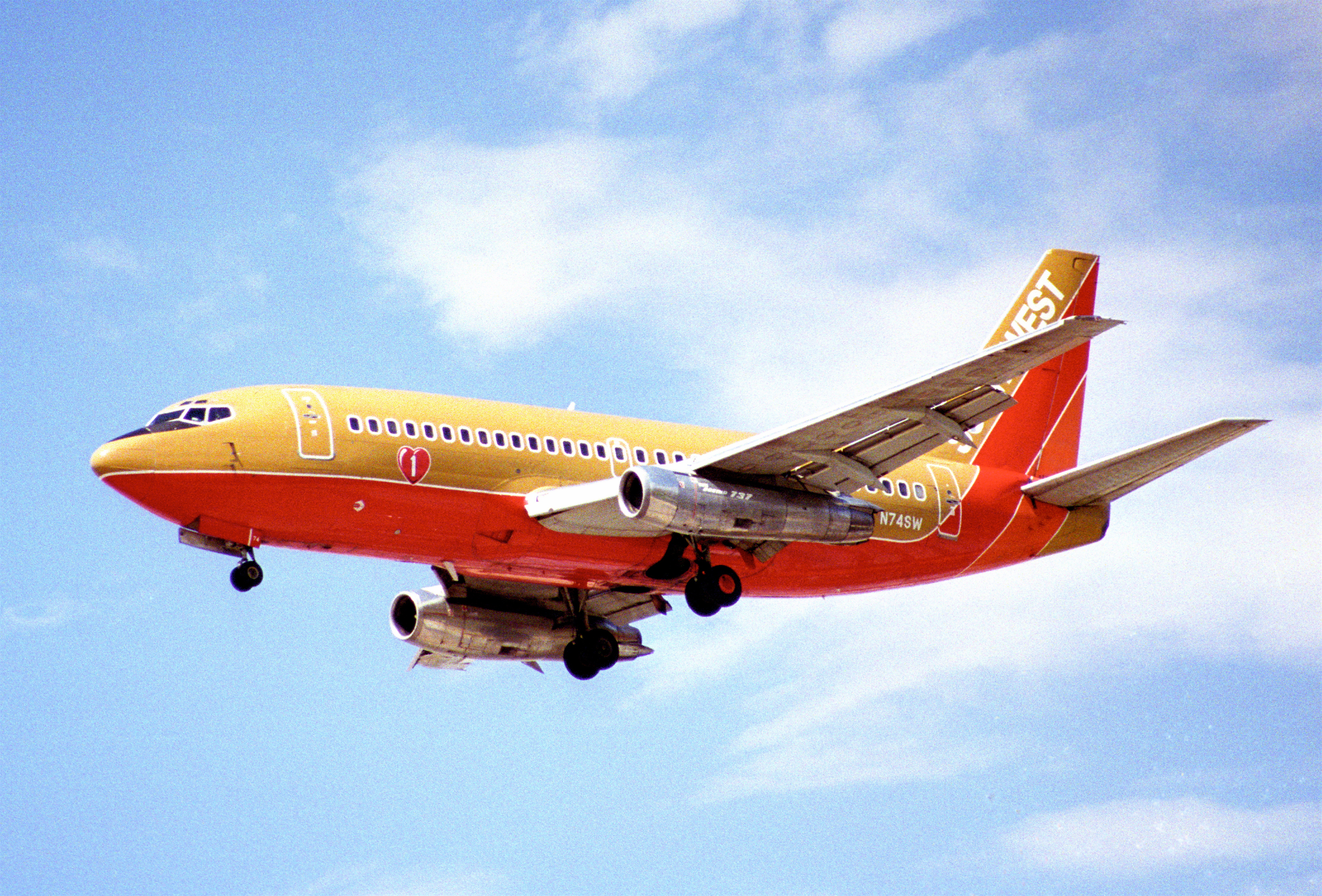
Boeing 737

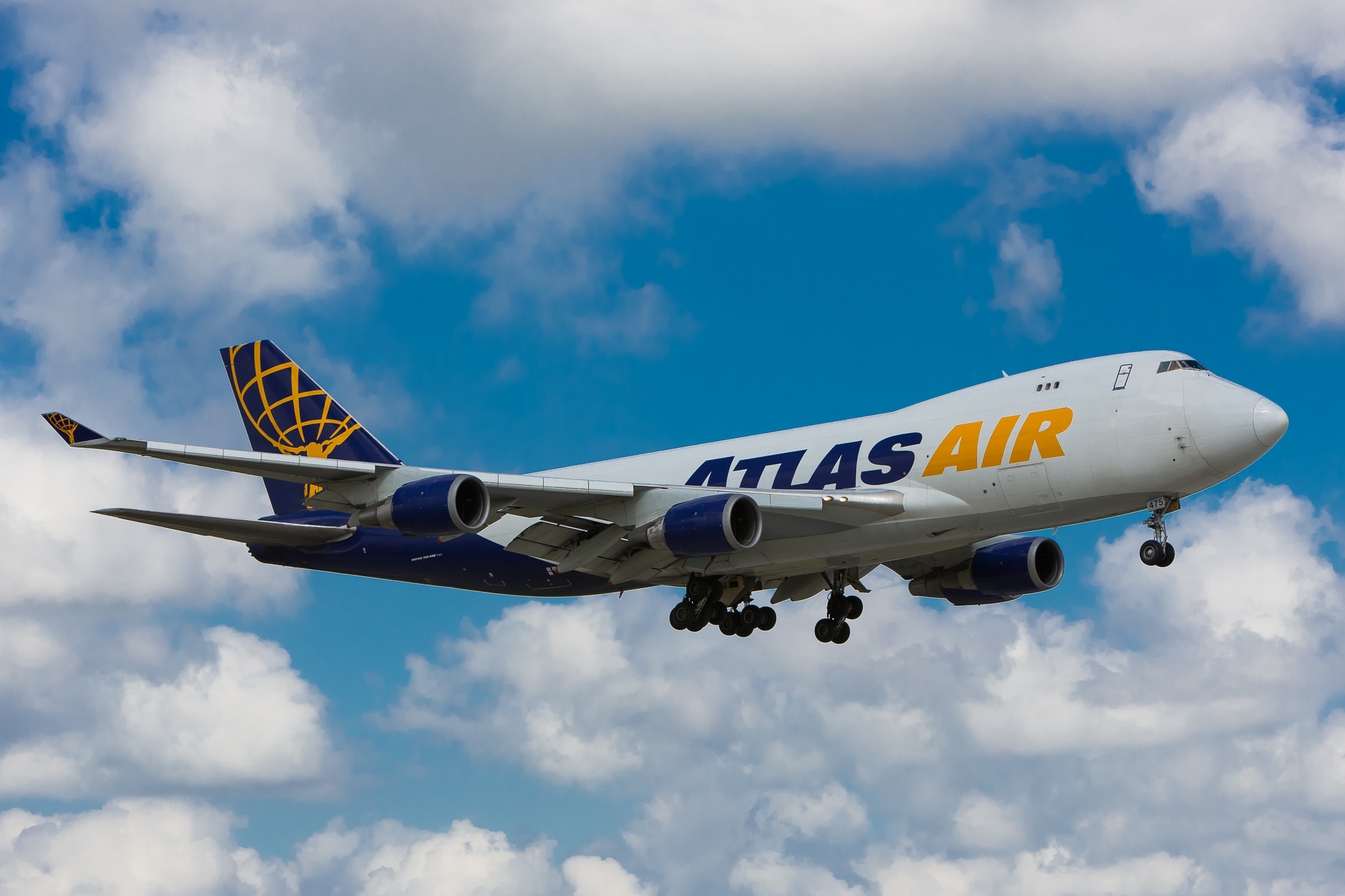
Boeing 747

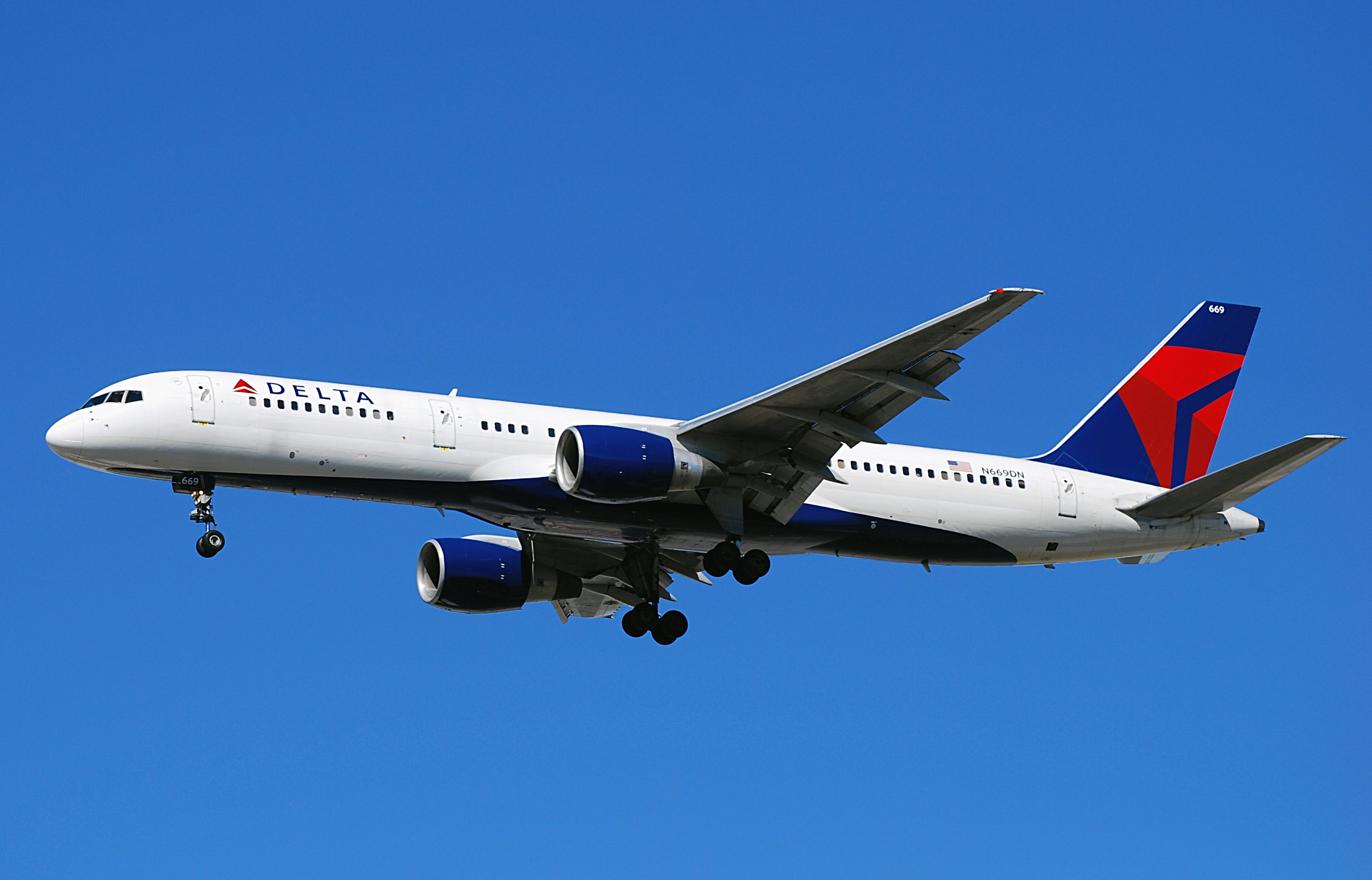
Boeing 757

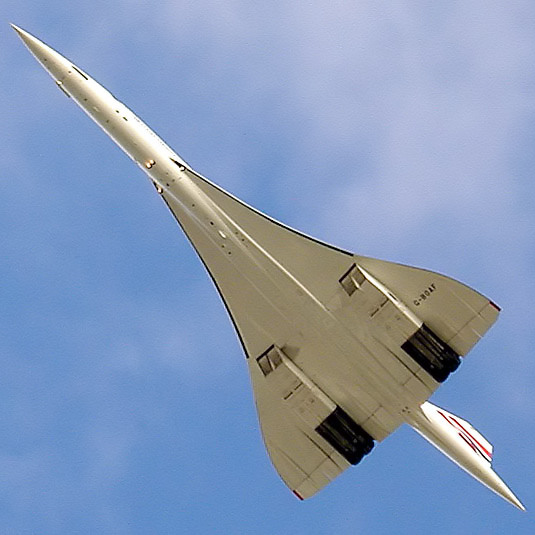
Un Concorde della British Airways

Con la fine della seconda guerra mondiale il Mondo si ritrovò davanti ad una distruzione mai vista prima, ma arricchito di molte tecnologie utilizzate per la guerra e che diventavano interessanti da un punto di vista civile. L'ambito aeronautico fu uno dei principali beneficiari. Prima della guerra erano noti alcuni aerei civili ad elica e alcuni aerei che poi sarebbero diventati dei bombardieri erano stati sviluppati sotto la falsa immagine di aerei per il trasporto di persone. Di norma non potevano trasportare più di 20-30 persone e come detto gli idrovolanti erano dei concorrenti molto validi dell'aereo classico (da ricordare gli idrovolanti tedeschi Dornier Wal degli anni 1920 e i più famosi Do X degli anni 1930 capaci di trasportare fino a 100 passeggeri). Anche il raggio era limitato (1000 km circa), per non parlare delle velocità che si aggiravano sui 300–400 km/h dei trasporti più veloci.
Al momento dell'entrata in guerra degli Stati Uniti, l'esercito statunitense si trovò nella necessità di trasportare al di là degli oceani (Atlantico e Pacifico) grandi quantità di uomini e mezzi in breve tempo. Se per trasportare un'intera divisione corazzata con tutti i carri armati erano ovviamente necessarie le navi, così non lo era per compagnie di fucilieri, documenti importanti, pezzi di ricambio di vitale importanza, personalità di spicco e la posta. Così nacquero alcuni notevoli aerei ad elica di grandi dimensioni e con capacità di carico non indifferenti come i C-54 Skymaster (Douglas DC-4 per le compagnie civili dopo la guerra), i Lockheed Constellation (dopo la guerra saranno rinominati L049 mentre i nuovi costruiti già come aerei di linea avranno il nome di L649), i C-74 Globemaster, C-97 (sviluppato durante la guerra, ma pronto in ritardo). Oltre a loro c'erano aerei cargo un po' più piccoli, ma sicuramente più famosi come i C-119 Flying Boxcar, ma soprattutto i C-47 (o DC-3 in ambito civile, Dakota per i britannici) e gli Junkers Ju 52 tedeschi. Gli ultimi tre tipi citati erano anche usati per il lancio di paracadutisti dietro le linee nemiche e in questo ruolo gli aerei alleati si resero famosi paracadutando sulla Francia occupata le divisioni aerotrasportate americane 82º e 101º e i Red Devils, paracadutisti britannici.
Dopo la guerra il grande quantitativo di materiale bellico prodotto, quando possibile, venne convertito a compiti civili. Così i trasporti militari a elica furono uno dei principali prodotti di guerra facilmente riadattabili ad un compito civile di aerei di linea e trasporto merci. Molte compagnie aeree, soprattutto americane si avvantaggiarono di questo usato di guerra per espandere ed arricchire la loro rete di collegamenti mondiali rendendo il mondo più piccolo. In questo ruolo l'aereo insieme a tante altre cause ha dato il suo contributo ad evitare nuove guerre globali permettendo una più facile e reale conoscenza tra i popoli del mondo. Ma anche nel ruolo di aerei di linea la strada della propulsione ad elica era ormai finita. Iniziava il trasporto di linea moderno, inteso come fenomeno di massa.
Già dal 1943, nel Regno Unito si stava studiando una soluzione per un aereo di linea e da trasporto a propulsione a getto a medio-lungo raggio con una capacità di carico di 80 persone e velocità di 800 km/h. Da notare che queste specifiche erano da considerare qualcosa di fantascientifico negli anni 1940, e neanche i più veloci caccia erano capaci di simili velocità per non parlare dell'autonomia e del carico al di là delle possibilità di qualunque trasporto ad eliche.
Infine il 27 luglio 1949, nel Regno Unito spiccava il volo il primo aereo di linea con motori a getto: il de Havilland DH 106 Comet. Era un periodo di studi sull'aerodinamica, quindi è normale che la sua struttura fosse leggermente diversa da quella che normalmente attribuiamo ad un aereo di linea: aveva 4 motori a getto incassati in coppia nelle due radici alari (non sporgevano come negli ultimi modelli costruiti) e la fusoliera non era esattamente circolare, ma presentava due rigonfiamenti nella parte sottostante.
Comunque in linea di massima aveva già un design moderno e le dimensioni di un MD-80. Il Comet nonostante sia stato il primo aereo di linea con motori a getto non ha avuto la fortuna che ci si poteva aspettare: all'inizio degli anni 1950 si appurò che aveva alcuni problemi strutturali che avevano portato ad incidenti legati a cedimenti. I problemi del Comet furono l'inizio del primo serio studio del cedimento a fatica dei metalli. Una volta risolti i problemi era ormai troppo tardi per recuperare la strada persa sui concorrenti statunitensi Boeing e Douglas che intanto avevano praticamente monopolizzato il mercato del mondo occidentale. Il Comet venne quindi sviluppato in versione militare per la RAF sotto il nome di Nimrod e negli anni ottanta ha cessato il servizio, dopo essere stato battuto ancora una volta dai rivali statunitensi di sempre per la scelta di un aereo radar per la RAF.
Negli anni cinquanta, in Francia, la Sud Est mise sul mercato il Caravelle, un velivolo di forma moderna con due motori a getto in coda (delle dimensioni di un 737). Il Caravelle è stato il primo aviogetto di linea di completo successo di vendita.
Il successo del Caravelle e il successo solo parziale del Comet, segnarono praticamente la fine della produzione europea di aerei di linea (e come abbiamo visto neanche nel settore militare le cose andranno meglio). Il BAC One-Eleven, un aereo per tratte corte (interne e internazionali) prodotto in poche centinaia in Gran Bretagna (ma anche in licenza in Romania) sarà l'ultimo velivolo di linea europeo fino alla collaborazione franco-britannica per arrivare al Concorde (di cui si discuterà dopo), ma soprattutto fino alla costituzione del consorzio Airbus negli anni 1970.
Negli Stati Uniti le aziende aerospaziali potevano contare su enormi capitali, grazie all'espansione avuta durante la guerra, se a questi si uniscono la rapida ricerca tecnologica e l'intuizione del fatto che ormai le aziende aerospaziali dovevano avere certe dimensioni, si capisce il successo della Boeing e della Douglas. In Europa infatti non si era capito, soprattutto per le striscianti rivalità tra gli Stati, non ancora pronti alla collaborazione, che ormai le piccole aziende nazionali non erano più in grado di produrre grande innovazione.
La Douglas dopo aver ottenuto successo negli anni 1930 con i DC-2/3 (il DC-1 era solo dimostrativo) costruì i DC-4, velivoli a eliche, ma dalla forma moderna, con il carrello d'atterraggio come lo conosciamo e della capacità di 60 passeggeri. L'ultimo aereo di linea ad eliche di successo è stato il DC-7 negli anni 1950, ma il suo sviluppo è stato minato dal successo degli aviogetti.
Così, alla fine degli anni 1950, inizio 1960 la Douglas metteva in commercio il DC-8, un aereo del tutto moderno a propulsione a getto.
Infine negli anni 1970, sono apparsi i velivoli moderni più noti della Douglas: il DC-9 (un bimotore a medio-corto raggio, con motori in coda e impennaggi a T) e il DC-10, un trimotore a lungo raggio con un motore alla radice della coda e gli altri 2 sulle ali. Entrambi i progetti sono stati aggiornati quando la Douglas si è fusa con la McDonnell dando origine alla McDonnell Douglas dando origine agli MD-80 (DC-9) e MD-11 (DC-10). Questi ultime due famiglie di aerei sono stati in produzione per diversi decenni, e sono stati ritirati dalla produzione solo in seguito alla fusione tra la McDonnell Douglas e la Boeing.
Quando si sente parlare di aerei di linea non è raro sentire frasi del tipo "quando il Boeing è atterrato", "un Boeing carico d'aiuti", "un Boeing è precipitato". Parlare di Boeing equivale a parlare di aereo civile, tanto che non è raro nel settore dell'informazione sentire parlare erroneamente di "boeing" riferendosi a qualunque aereo di linea. Questo è dovuto all'enorme successo della compagnia statunitense nel settore degli aerei di linea, tanto che negli anni 1990 la Boeing è riuscita a comprare la rivale di sempre McDonnell Douglas.
L'enorme successo dei modelli 7n7, come sono chiamati i velivoli di linea della Boeing, è iniziato il 15 luglio 1954, quando il 707 (C-135 per l'USAF) spiccava il primo volo. Era un aereo per tratte medie-lunghe, quadrimotore con i motori sotto le ali. In breve il suo modello aerodinamico sarebbe stato riconosciuto come quello di maggiore successo per gli aerei di linea, tanto che è stato ripreso su ogni aereo di linea successivo. Fu progettato inizialmente per i militari e successivamente commercializzato sui mercati civili con la prima versione di linea 707-120 e seguito nel 1959 dal 707-320 Intercontinental che ne fece il primo aereo di linea per il volo intercontinentale come lo conosciamo noi. Il 707 e C-135 è stato costruito fino al 1980, con 1850 esemplari costruiti (1000 per il mercato civile), sviluppato in numerosissime varianti civili e militari. Insieme al 707, all'inizio degli anni 1960, nasceva il 727, un aereo di linea per brevi e medie tratte con 3 motori in coda, ma condividendo l'aerodinamica del 707. Seguirono tutti i modelli che affollano ancora gli aeroporti e i cieli del mondo: 737, 747, 757, 767 e successivamente 777 e 787.
Nella panoramica delle aziende aerospaziali americane, nel mercato di aerei di linea manca la Lockheed. Infatti negli anni 1970 la Lockheed cercò di entrare nel mercato civile con la produzione del L-1011 TriStar: era molto simile al DC-10, ma oltre ad un limitato successo di vendite, il velivolo soffrì della recessione nel settore degli aerei di linea degli anni ottanta, per cui Lockheed Martin (nel frattempo c'è stata la fusione tra la Lockheed e la Martin Marietta) rimane sinonimo esclusivamente di tecnologia aerospaziale militare.

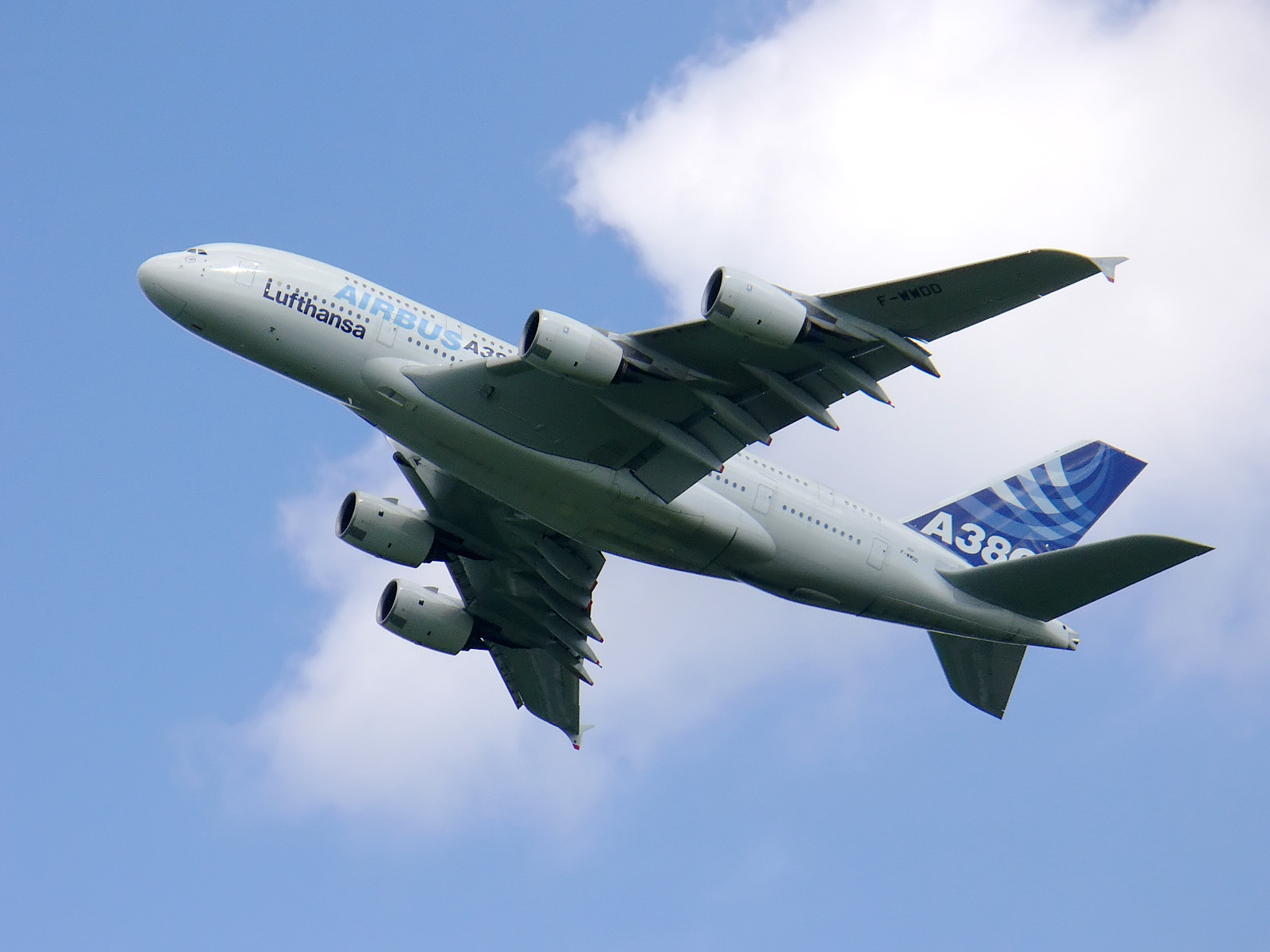
Un Airbus A380, l'aereo per il trasporto passeggeri più grande al mondo

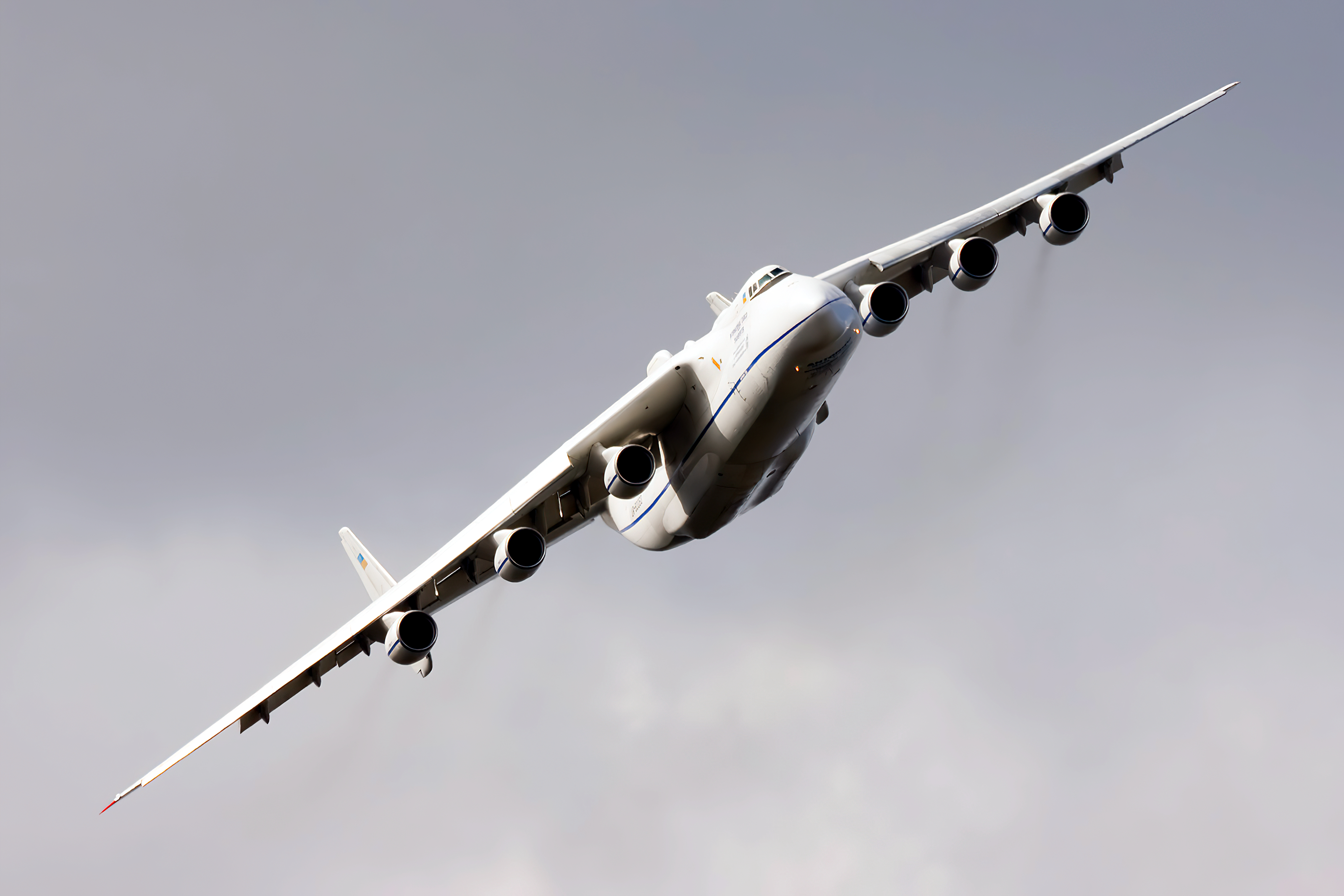
L'Antonov An-225 Mriya è stato l'aereo più grande al mondo, ma con un'apertura alare minore del più piccolo Hughes H-4 Hercules

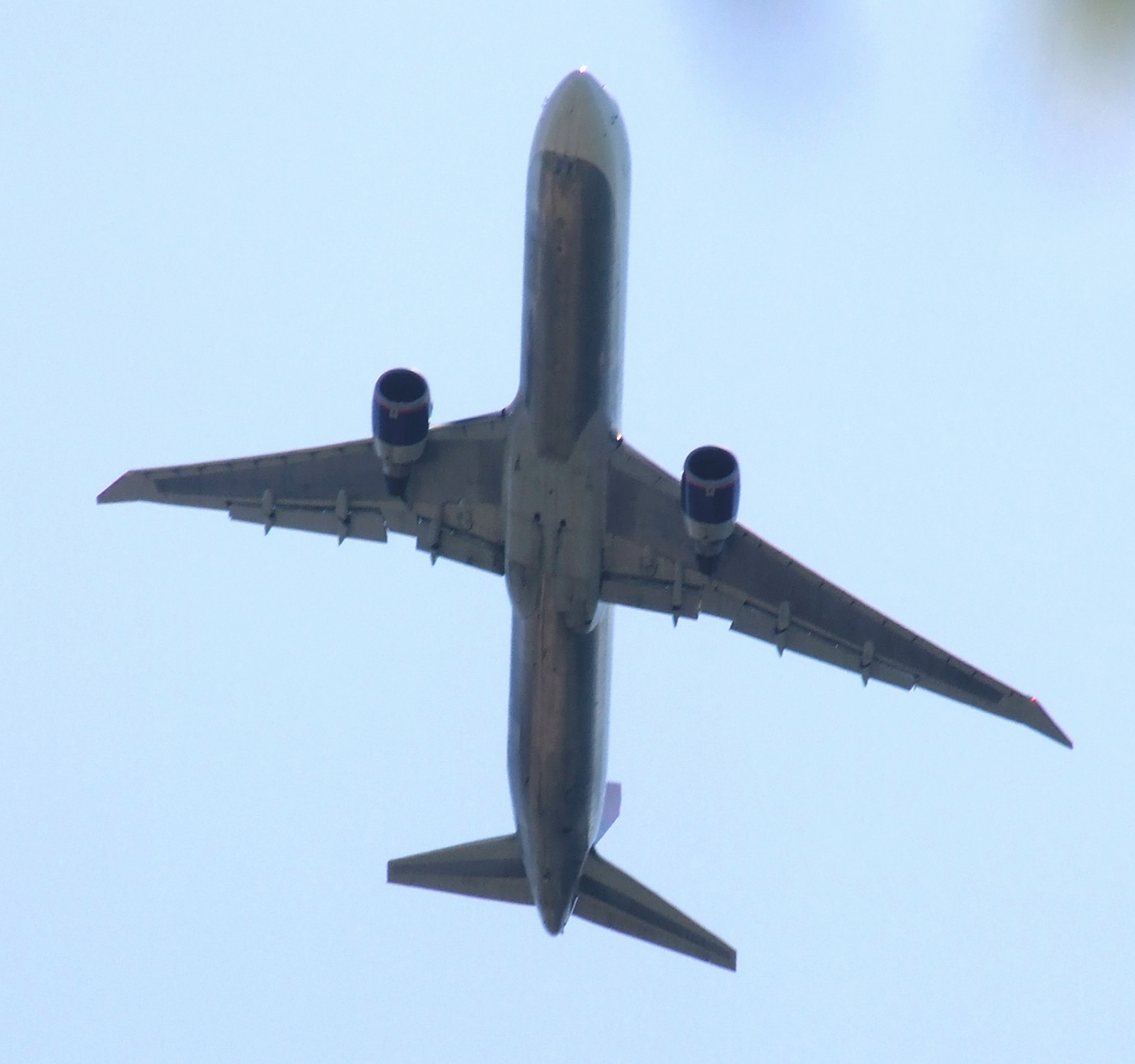
Un Boeing 767-400ER della Delta Air Lines

In Europa, come nel caso degli aerei militari, il black-out totale nella produzione aerospaziale durò circa 20-30 anni e anche nel settore civile a dare l'impulso alla produzione di aerei europei fu la Francia: come abbiamo visto negli anni 1950 l'Europa si era ritirata dal settore lasciando agli Stati Uniti l'intero mercato. A partire da studi separati francesi e britannici degli anni 1950 e 1960, le due nazioni unirono gli sforzi per la produzione di un aereo commerciale con velocità supersonica e raggio intercontinentale. Nel 1969, il Concorde faceva il primo volo.
Ma l'ambizioso progetto Concorde fu in pratica un insuccesso visti i limitatissimi numeri di produzione e la mancata esportazione a paesi terzi. La causa è nota: come nel caso della Lockheed con il TriStar, il Concorde, una macchina dai consumi e dal costo di gestione elevatissimi soffrì della crisi che investì il settore aerospaziale dopo la crisi del petrolio degli anni 1970 provocata dalla guerra del Kippur (ottobre 1973) tra Israele e gli stati arabi. Nonostante l'insuccesso concreto, il progetto Concorde ottenne un grande successo indiretto, proprio per ciò che il suo nome auspicava: la "concordia": finalmente le nazioni dell'Europa Occidentale lasciarono da parte le rivalità e le gelosie nazionali e si unirono anche in campo aeronautico per la realizzazione di grandi aerei di linea che potessero competere con quelli della Boeing.
Fortemente voluto dalla Francia, negli anni 1970 nacque il consorzio Airbus Industries, dalla fusione di Aerospatiale francese, Hawker Siddley (poi BAe) britannica, Fokker VFW tedesca e CASA spagnola. Il primo aviogetto dell'Airbus è stato l'A300, seguito da tutta una serie di A-3n0 con impieghi che coprono l'intera gamma di trasporto civile, dai voli interni fino a quelli intercontinentali.
All'inizio degli anni 2000, l'Airbus è il nuovo rivale della Boeing, con un successo di vendite pari a quello del tradizionale gigante statunitense. La competizione si gioca essenzialmente su due prestazioni: la portata e l'autonomia, ossia il numero di passeggeri che l'aereo può trasportare a pieno carico e quante ore può volare con un pieno di carburante.
Da notare la mancanza dell'Italia, sempre molto filoamericana dal punto di vista aeronautico tanto che sia Alitalia che l'Aeronautica Militare usano diversi velivoli made in USA.
Infine si può rilevare che essenzialmente le tecnologie principali dei trasporti aerei (propulsione, studio aerodinamico) siano ferme circa agli anni settanta (come del resto abbiamo visto per gli aerei militari), da quando l'innovazione nel settore civile si è soffermata su risparmio di carburante, comfort per il passeggero, basso inquinamento, materiali leggeri e avionica settori in cui sono stati fatti decisi passi avanti:
- la tecnologia dei materiali applicata ai propulsori permette di produrre motori molto più potenti, affidabili e silenziosi, che consumano circa il 50% in meno dei motori in produzione negli anni settanta;
- l'utilizzazione delle moderne tecnologie informatiche ha rivoluzionato l'avionica, tanto che la cabina di pilotaggio di un moderno aereo di linea assomiglia davvero poco a quella di un aereo progettato negli anni settanta. L'utilizzo di sistemi computerizzati a bordo degli aerei ha anche permesso la soppressione del terzo componente dell'equipaggio di volo, l'ingegnere di volo o tecnico di volo, cui era prima deputata la gestione dei sistemi dell'aeromobile in gran parte affidata a computer. Lo sviluppo delle tecnologie informatiche ha poi portato alla diffusione dei sistemi di volo fly-by-wire, grazie ai quali il pilota non controlla direttamente le superfici di controllo dell'aeromobile, ma i suoi comandi sono prima filtrati ed elaborati da una serie ridondante di computer che assicura che l'aereo non superi i limiti di certificazione;
- a partire dall'Airbus A320 e, in misura maggiore, con il Boeing 777, la progettazione degli aerei è ormai interamente realizzata al computer, sia per ridurre i costi, sia per assicurare adeguati margini di sicurezza ed efficienza;
- a partire dagli aeromobili di ultima generazione (Boeing 787 ed Airbus A350 XWB) i materiali compositi, prima utilizzati solo per determinati componenti dell'aereo, sostituiscono l'alluminio nella realizzazione della fusoliera, ciò che comporta sia una riduzione di peso sia un aumento della resistenza, specie alla corrosione.

## Lista dei principali produttori e modelli di aeroplani

### Civili e da trasporto
- Aérospatiale
- Airbus
- Alenia Aermacchi
- Alenia Aeronautica
- Antonov
- ATR
- Avro
- BAC
- BAe
- BAE Systems
- Beriev
- Beechcraft
- Boeing
- Bombardier
- British Aerospace
- Caproni
- Cessna Aircraft

- Convair
- Dassault Aviation
- de Havilland
- de Havilland Canada
- Dornier-Werke GmbH
- Douglas Aircraft Company
- EADS
- Embraer
- Fairchild Aircraft
- Fiat Aviazione
- Fokker
- Grob Aerospace
- Gulfstream Aerospace
- Ilyushin
- Junkers GmbH
- McDonnell Douglas
- Messerschmitt AG

- Mitsubishi Heavy Industries
- Morane-Saulnier
- Nihon Aircraft Manufacturing Corporation
- Nord Aviation
- Officine Meccaniche Reggiane
- Piaggio Aero Industries
- Pilatus Aircraft
- Piper Aircraft
- Rekkof Aircraft
- Saab
- SIAI-Marchetti
- SOCATA
- Sud Aviation
- Sukhoi
- Tupolev
- United Aircraft Corporation
- Yakovlev Design Bureau

### Militari dal 1945
Stati Uniti

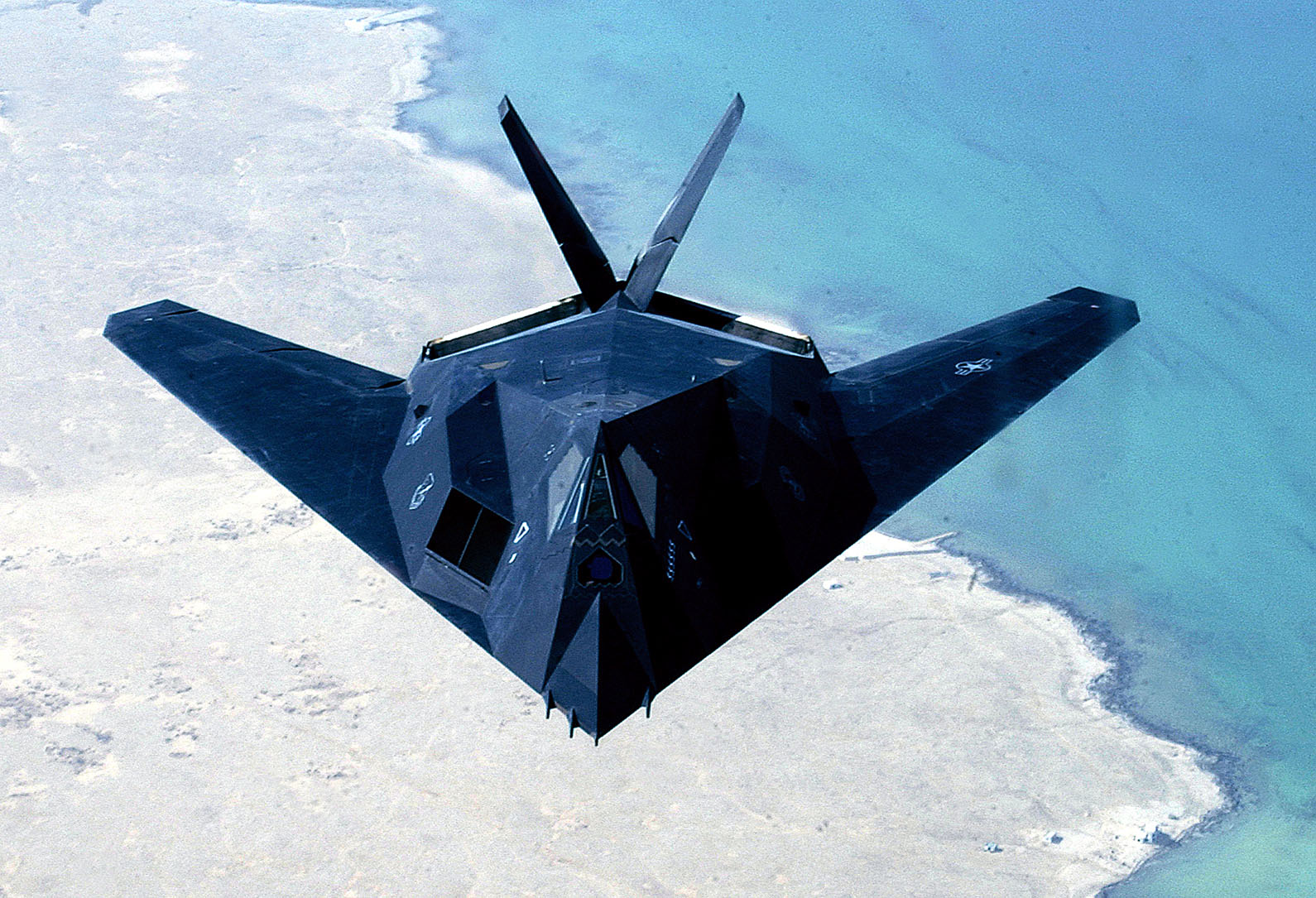
Un F-117 con tecnologia stealth, quasi invisibile ai radar.

- Caccia: F-4, F-5, F-5E Tiger, F-8, Grumman F-11 Tiger, F-14, F-15, F-15E, F-16, F/A-18, F/A-18 Super Hornet, F-22, F-35 JSF, F-80 Shooting Star, Republic F-84, F-86 Sabre, F-100 Super Sabre, F-101 Voodoo, F-102 Delta Dagger, F-104, F-105 Thunderchief, F-106, FH-1 Phantom, F-2H Banshee, F-3H Demon, F-7U Cutlass, Grumman F-9F, AV-8B
- Bombardieri: F-111, F-117, B-36 B-47, B-52, B-58, B-2, B-1B, B-66
- Supporto / attacco: A-4, A-6, LTV A-7 Corsair IIA-7, A-10, OV-10 Bronco, A-37 Dragonfly, T-45
- Trasporto: C-141, C-17, C-123, C-130, C-5, C-21 C-40

 Unione Sovietica /  Russia

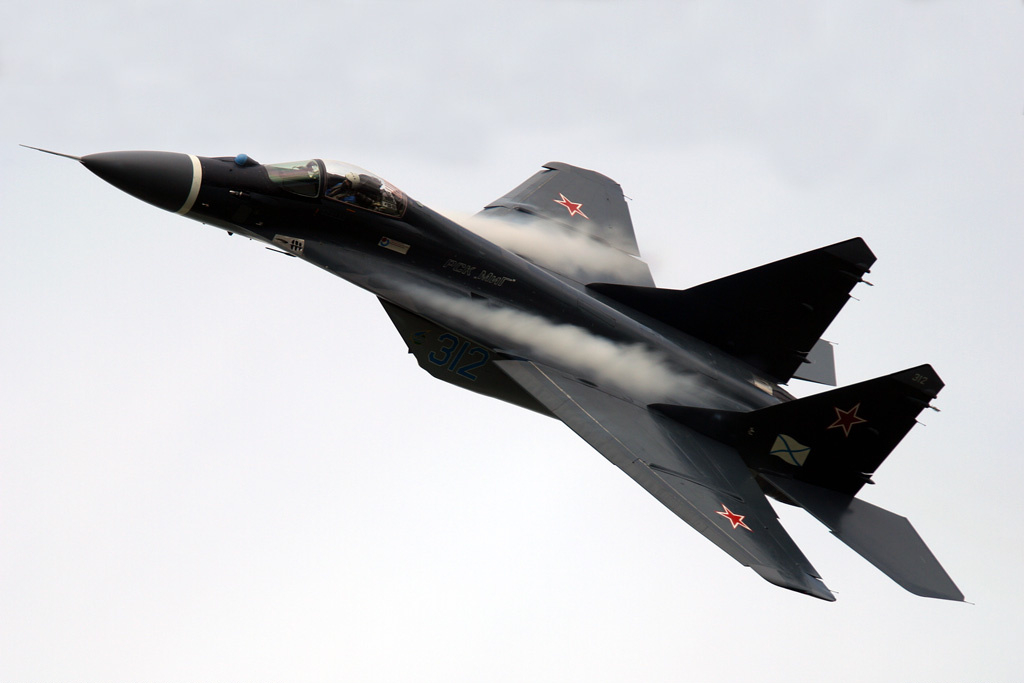
MiG-29

- Caccia: MiG-15, MiG-17, MiG-19, MiG-21, MiG-23, MiG-25, MiG-29, MiG-31, Su-7, Su-9, Su-11, Su-17, Su-20, Su-22, Su-15, Su-27, Su-30, Su-33, Su-35, Su-37, Yak-38, Yak-141, Tu-28/128
- Bombardieri: Ilyushin Il-28, Tu-16, Tu-22, Tu-22M, Tu-95/142, Tu-160, Su-24, Su-34
- Supporto / attacco: MiG-27, Su-25, Su-39, MiG-AT
- Trasporto: Il-76, An-2, An-12, An-22, An-26, An-32, An-72, An-124, An-225

 Francia

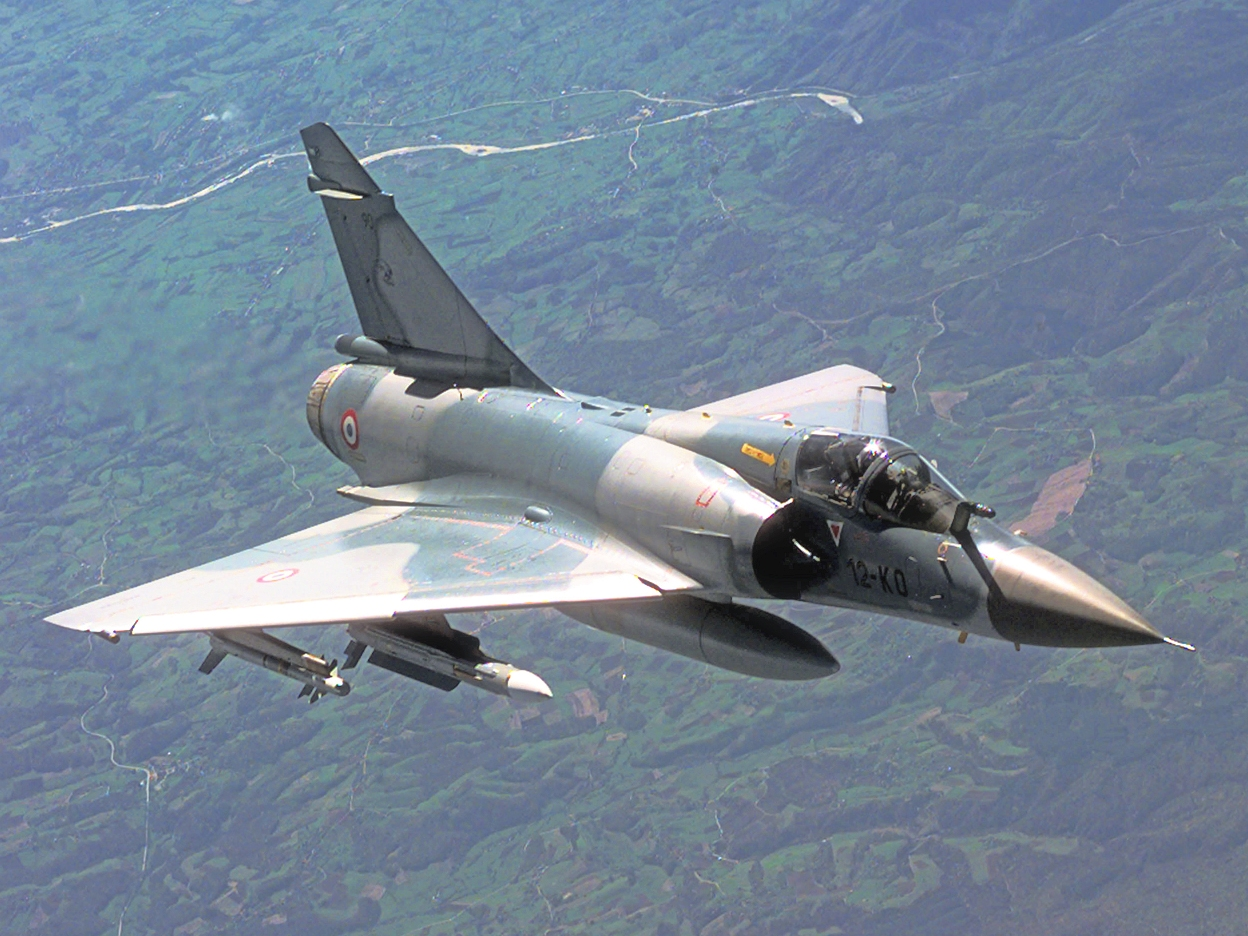
Dassault Mirage 2000

- aereo da caccia: MD 450 Ouragan, MD 452 Mystère II, MD 454 Mystère IV, Super Mystère, Mirage III, Mirage F1, Mirage 5, Mirage 2000, Mirage 50, Rafale
- bombardiere: Dassault Mirage IV
- cacciabombardiere/aereo da attacco al suolo: Vautour, Étendard, Super Étendard, Dassault Mirage 2000D/N, Jaguar
- aereo da ricognizione: Atlantic, Falcon Guardian, C-160G Gabriel
- aereo da trasporto: MD 315 Flamant, MD 415 Communauté, Transall C-160
- aereo da addestramento: Epsilon, Alpha Jet, Fouga CM-170 Magister, Fouga CM-175 Zéphir, Morane-Saulnier MS.760 Paris

 Regno Unito

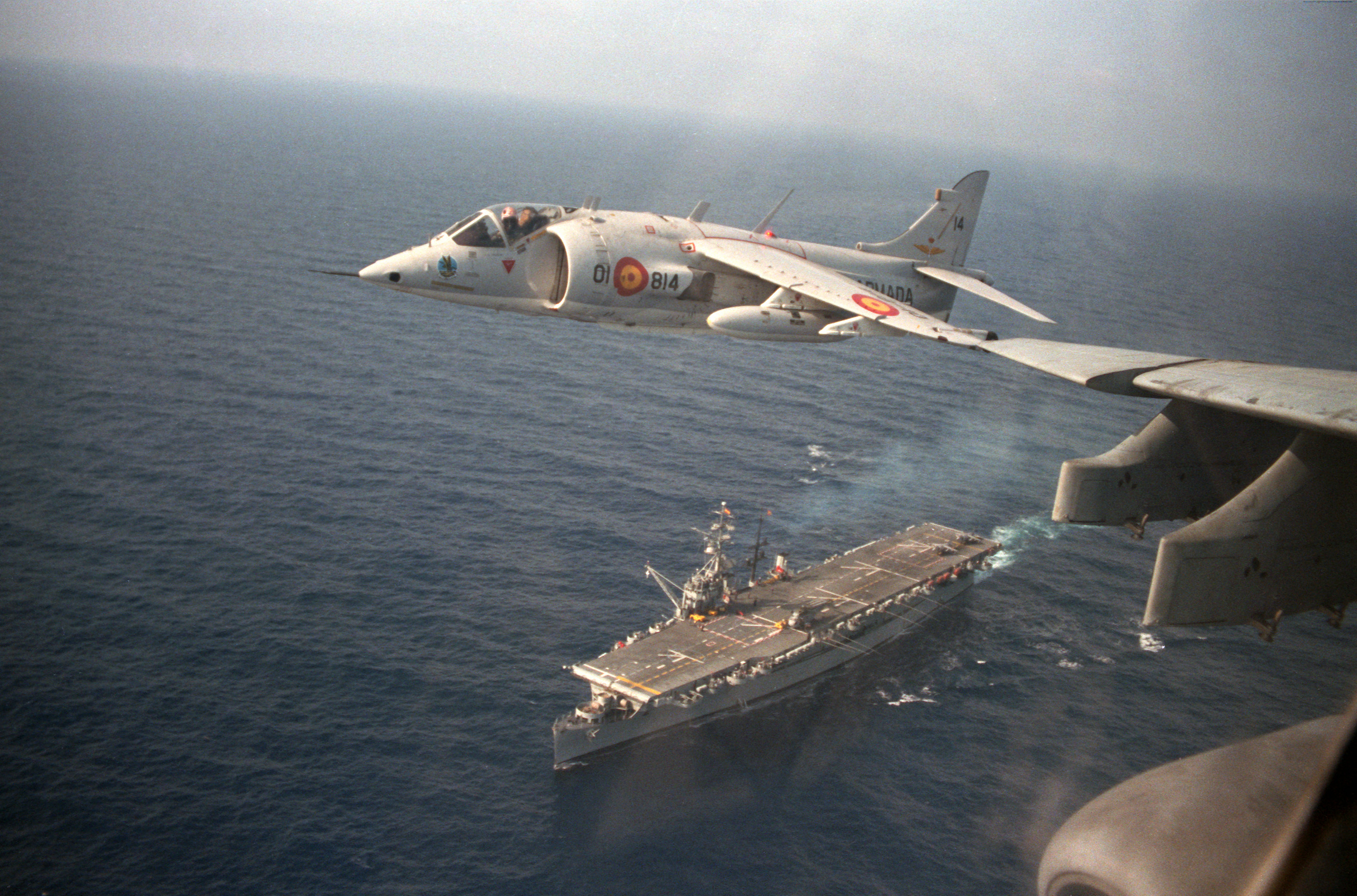
Hawker Siddeley Harrier

- Caccia: Gloster Meteor, Gloster Javelin, de Havilland DH.100 Vampire, Lightning, Hawker Hunter, Hawker Siddeley Harrier, Tornado ADV, Eurofighter Typhoon
- Bombardieri: Canberra, Avro Vulcan, Handley Page Victor, Vickers Valiant, Bristol Bucaneer, Tornado IDS
- Supporto / attacco: BAC 167 Strikemaster, Hawk

 Italia

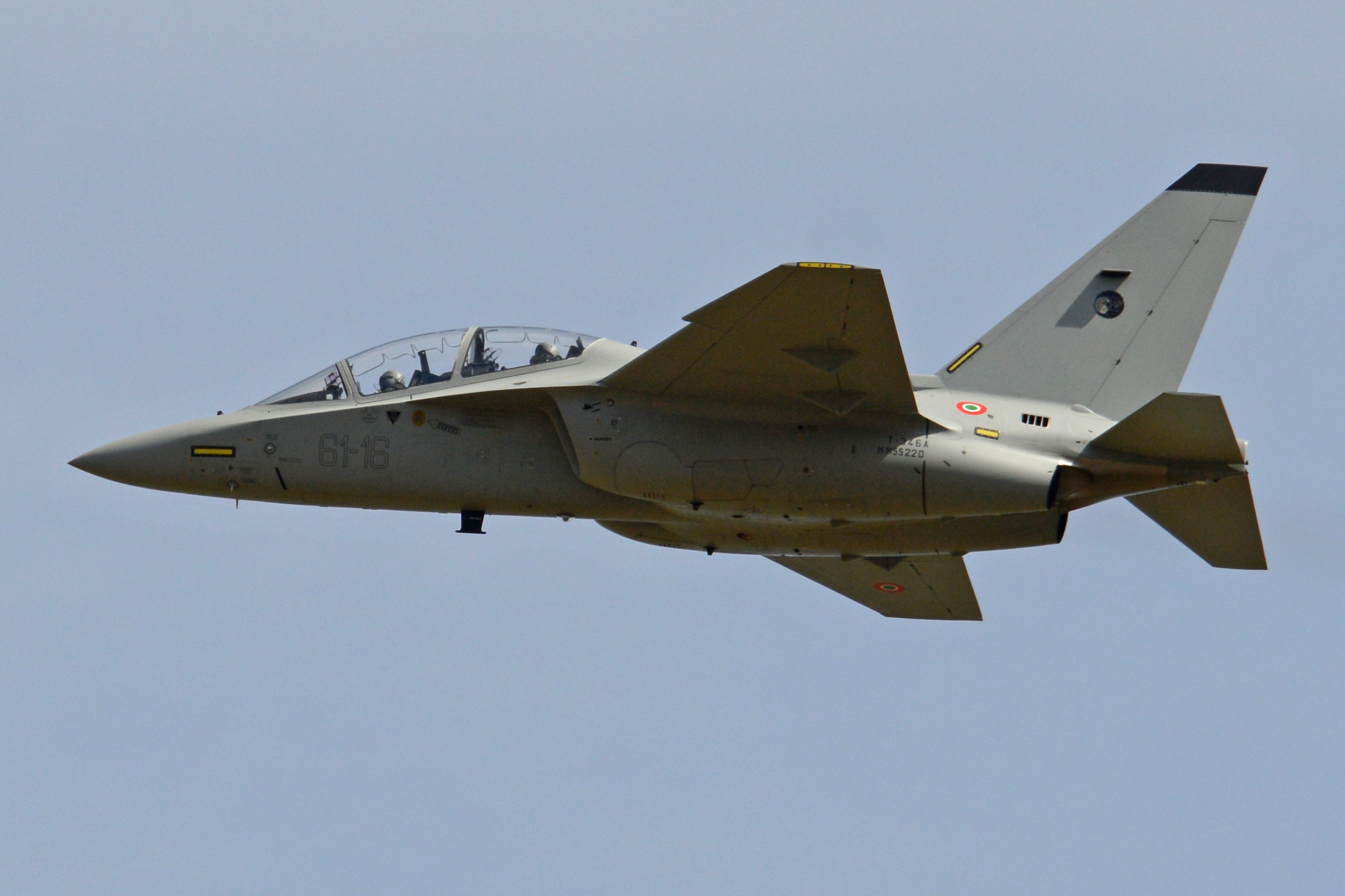
M-346 Master

- Caccia: Aeritalia F-104S, Tornado ADV, Alenia Aermacchi M-346 Master, Eurofighter Typhoon
- Bombardieri: AMX, AMX-T, Tornado IDS, Tornado IT-ECR
- Supporto / attacco: Fiat G.91
- Trasporto: G.222, C-27J, P180 Avanti

 Cina
- Caccia: Shenyang J-8, Chengdu J-10, Joint Fighter JF-17 Thunder
- Supporto / attacco: JH-7

 Svezia
- Caccia: Saab 35 Draken, Saab 37 Viggen, Saab JAS 39 Gripen

Altri paesi, progetti internazionali
- Caccia: Eurofighter, Folland Gnat, Mitsubishi F-1, AIDC F-CK-1 Ching-kuo, CF-100 Canuck, Kfir F-21A
- Supporto / attacco: SEPECAT Jaguar, Soko G-2 Galeb, Soko J-1 Jastreb, Soko G-4 Super Galeb, Orao, AMX, CASA C-101, MB-326, MB-339, M-346, IA-58 Pucará, IA-63 Pampa, Fuji T-1
- Trasporto: C-160, C-27, de Havilland Canada DHC-4 Caribou, CASA C-212, Alenia G.222 CASA CN-235, Kawasaki C-1

## Possibili effetti sulla salute
Esistono alcuni possibili effetti collaterali causati dal viaggio aereo, soprattutto in soggetti con particolari patologie pregresse.

## Impatto ambientale

### Inquinamento acustico
Il traffico aereo provoca notevole rumore, che disturba il sonno, influisce negativamente sulle prestazioni scolastiche dei bambini e potrebbe aumentare il rischio cardiovascolare per chi abita vicino agli aeroporti. L'interruzione del sonno può essere ridotta vietando o limitando il volo notturno e la legislazione varia da paese a paese. Dallo studio Hypertension and Exposure to Noise Near Airports del 2008 è emerso che i rischi più alti di ipertensione sono legati all’esposizione al rumore a lungo termine, principalmente a quello notturno.

### Inquinamento idrico

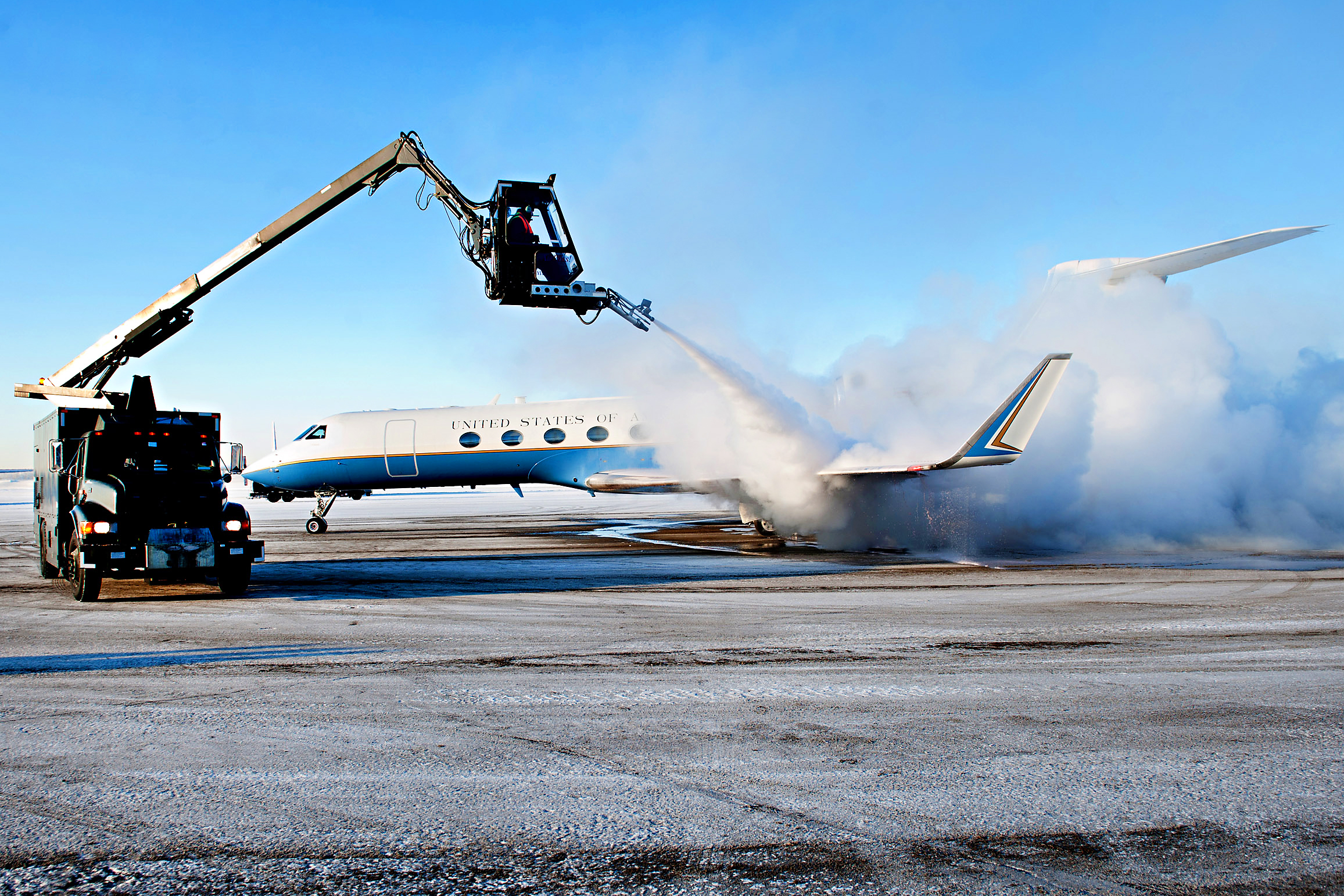
Il liquido antighiaccio dell'aeromobile in eccesso può contaminare i corpi idrici vicini

Gli aeroporti possono generare un notevole inquinamento delle acque a causa del loro uso estensivo e della manipolazione di carburante per aerei, lubrificanti e altre sostanze. Le fuoriuscite di sostanze chimiche possono essere mitigate o prevenute mediante strutture di contenimento delle fuoriuscite e attrezzature per la pulizia come autocarri a vuoto, banchine portatili e assorbenti.

### Inquinamento atmosferico
L'aviazione è la principale fonte umana di ozono, un pericolo per la salute respiratoria, causando circa 6.800 morti premature all'anno. La principale emissione di gas serra degli aerei a motore è l'anidride carbonica.
Negli Stati Uniti 167.000 motori aeronautici a pistoni, che rappresentano tre quarti degli aerei privati, bruciano Avgas, liberando piombo nell'aria. L'Agenzia per la protezione ambientale ha stimato che sono state rilasciate 34.000 tonnellate di piombo nell'atmosfera tra il 1970 e il 2007. La Federal Aviation Administration riconosce che il piombo inalato o ingerito porta ad effetti avversi sul sistema nervoso, sui globuli rossi, sul sistema cardiovascolare e sul sistema immunitario. L'esposizione al piombo nei neonati e nei bambini piccoli può contribuire a problemi comportamentali e di apprendimento e a un QI inferiore.

## Possibili soluzioni
Nel 2011 il Boeing787 Dreamliner venne considerato l'aereo più ecosostenibile e tra i meno rumorosi.
Nel 2016 l'Organizzazione internazionale dell'aviazione civile si è impegnata a migliorare l'efficienza del carburante dell'aviazione del 2% all'anno e a stabilizzare le emissioni di carbonio a partire dal 2020.
Nel febbraio 2021 il settore aeronautico europeo ha presentato la sua iniziativa di sostenibilità Destinazione 2050 verso zero emissioni di CO2 entro il 2050:
- miglioramenti tecnologici degli aeromobili per una riduzione delle emissioni del 37%;
- combustibili per aerei sostenibili (SAF) per il 34%;
- misure economiche per l'8%;
- gestione del traffico aereo (ATM) e miglioramenti operativi per il 6%;

mentre il traffico aereo dovrebbe crescere dell'1,4% all'anno tra il 2018 e il 2050. L'iniziativa è guidata da ACI Europe, ASD Europe, A4E, CANSO ed ERA.

### Combustibili alternativi

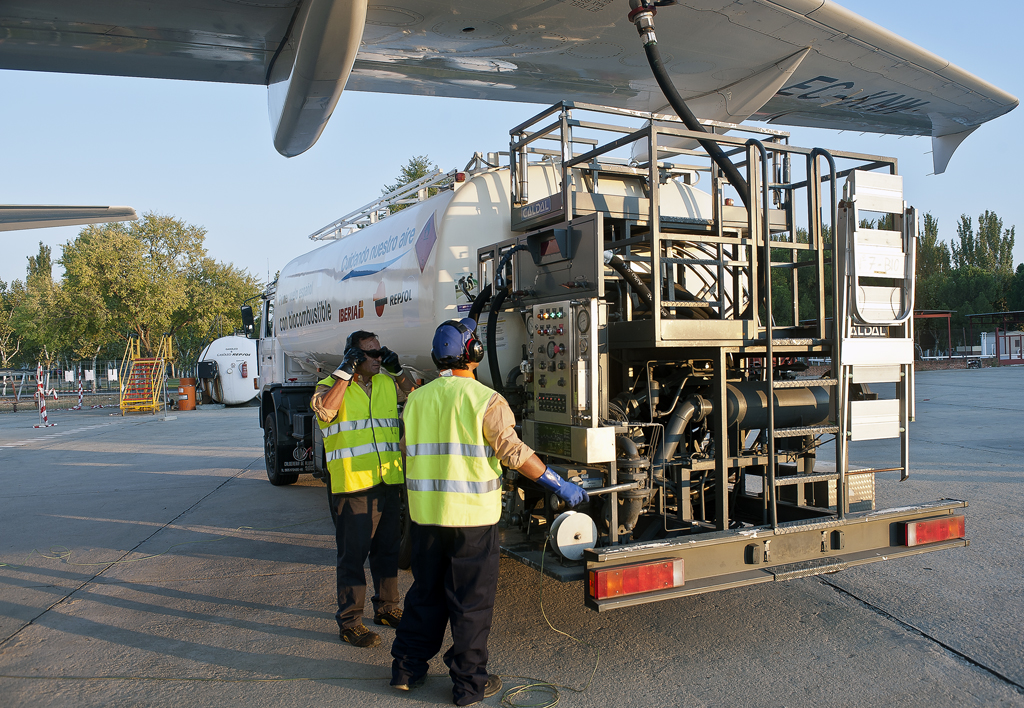
Rifornimento di un Airbus A320 con biocarburante

Un biocarburante per aviazione (BAF) o biocarburante per jet è un biocarburante utilizzato per alimentare gli aerei ed è un carburante sostenibile per l'aviazione (SAF). L'International Air Transport Association (IATA) lo considera un elemento chiave per ridurre l'impronta carbonica nell'ambito dell'impatto ambientale dell'aviazione.
Nel 2020 Airbus ha presentato concetti di aeromobili alimentati a idrogeno liquido come aerei di linea a emissioni zero, pronti per il 2035. L'aviazione, come i processi industriali che non possono essere elettrificati, dovrebbe utilizzare principalmente carburante a base di idrogeno.

### Aerei elettrici
Le operazioni di aeromobili elettrici non producono emissioni e l'elettricità può essere generata da energia rinnovabile. Le batterie agli ioni di litio, inclusi imballaggio e accessori, offrono una densità di energia di 160 Wh/kg mentre il carburante per aviazione fornisce 12.500 Wh/kg.
Il Velis Electro è stato il primo aereo elettrico certificato il 10 giugno 2020.

### Ottimizzazione del percorso
Un sistema di gestione del traffico aereo migliorato, con rotte più dirette rispetto ai corridoi aerei non ottimali e altitudini di crociera ottimizzate, consentirebbe alle compagnie aeree di ridurre le proprie emissioni fino al 18%. Inoltre i collegamenti ferroviari riducono i voli di linea.
Un divieto di volo a corto raggio è un divieto imposto dai governi alle compagnie aeree di stabilire e mantenere un collegamento aereo su una certa distanza, o da organizzazioni o aziende ai propri dipendenti per viaggi d'affari utilizzando collegamenti aerei esistenti su una certa distanza, al fine di mitigare l'impatto ambientale dell'aviazione. Nel 21º secolo diversi governi, organizzazioni e aziende hanno imposto restrizioni e persino divieti sui voli a corto raggio, stimolando o facendo pressioni sui viaggiatori affinché optino per mezzi di trasporto più rispettosi dell'ambiente, in particolare i treni.